# Llista de plaques commemoratives de Barcelona (districtes 3 a 10)
Llista de plaques commemoratives de Barcelona, excepte els districtes de Ciutat Vella i l'Eixample, catalogades per l'Ajuntament de Barcelona com a art públic per ser manifestacions de decòrum o de memòria de la ciutat.
| Títol | Inscripció | Autor/Data | Material                                           | Localització                                                                                        | Codi          | Imatge |
| --- | --- | --- | -------------------------------------------------- | --------------------------------------------------------------------------------------------------- | ------------- | --- |
| Al Doctor Trueta                                                                                             | Casa natal de Josep Trueta i Raspall, / nascut el 27 d'octubre de 1897. / Insigne doctor i investigador, / ciutadà universal / que portà el nom de Barcelona i Catalunya / arreu del món. | Disseny: Serveis Tècnics de l'Ajuntament de Barcelona 1997                                                                        | bronze                                             | C. Doctor Trueta, 236 41° 23′ 58″ N, 2° 12′ 17″ E / 41.39944°N,2.20475°E                            | 08019/701-1   | Al Doctor Trueta · Carregueu una nova foto d'aquesta obra                                                                         |
| Enric Casanovas                                                                                              | 1882 1948 / ENRIC CASANOVAS I ROY / ESCULTOR NOUCENTISTA | Arquitectes: Ignasi Sanfeliu, Bernat Martorell 1999                                                                               | bronze                                             | Rambla del Poblenou 41° 24′ 10″ N, 2° 11′ 56″ E / 41.4029°N,2.1989°E                                | 08019/703-1   | Enric Casanovas · Carregueu una nova foto d'aquesta obra                                                                          |
| Xavier Benguerel                                                                                             | 1905 1990 / XAVIER BENGUEREL I LLOBET / ESCRIPTOR, NARRADOR DE L'AMBIENT FABRIL DEL POBLENOU | Arquitectes: Ignasi Sanfeliu, Bernat Martorell 1999                                                                               | bronze                                             | Rambla del Poblenou 41° 24′ 09″ N, 2° 11′ 58″ E / 41.40242°N,2.19952°E                              | 08019/703-2   | Xavier Benguerel · Carregueu una nova foto d'aquesta obra                                                                         |
| Joan García Oliver                                                                                           | 1902 1980 / JOAN GARCIA OLIVER / DIRIGENT ANARQUISTA, IMPULSOR DEL MOVIMENT LLIBERTARI | Arquitectes: Ignasi Sanfeliu, Bernat Martorell 1999                                                                               | bronze                                             | Rambla del Poblenou 41° 24′ 07″ N, 2° 12′ 00″ E / 41.40201°N,2.20007°E                              | 08019/703-3   | Joan García Oliver · Carregueu una nova foto d'aquesta obra                                                                       |
| Joan Agustí i Carreras                                                                                       | 1850 1891 / JOAN AGUSTÍ I CARRERAS / POLÍTIC I FARMACÈUTIC / ALCALDE DE SANT MARTÍ DE PROVENÇALS (1885 - 1891) | Arquitectes: Ignasi Sanfeliu, Bernat Martorell 1999                                                                               | bronze                                             | Rambla del Poblenou 41° 24′ 06″ N, 2° 12′ 02″ E / 41.40158°N,2.2006°E                               | 08019/703-4   | Joan Agustí i Carreras · Carregueu una nova foto d'aquesta obra                                                                   |
| Salvador Roca i Roca                                                                                         | 1898 1940 / SALVADOR ROCA I ROCA / PERIODISTA, FUNDADOR DE LA REVISTA POBLENOU (1924 - 1928) | Arquitectes: Ignasi Sanfeliu, Bernat Martorell 1999                                                                               | bronze                                             | Rambla del Poblenou 41° 24′ 04″ N, 2° 12′ 04″ E / 41.40112°N,2.20122°E                              | 08019/703-5   | Salvador Roca i Roca · Carregueu una nova foto d'aquesta obra                                                                     |
| Les dones del cànem                                                                                          | LES DONES DEL CÀNEM / TREBALLADORES DE LA FÀBRICA DE / CÀNEM DE GODO HNOS. AL POBLENOU | Arquitectes: Ignasi Sanfeliu, Bernat Martorell 1999                                                                               | bronze                                             | Rambla del Poblenou 41° 24′ 02″ N, 2° 12′ 06″ E / 41.40067°N,2.2018°E                               | 08019/703-6   | Les dones del cànem · Carregueu una nova foto d'aquesta obra                                                                      |
| Ramon Bou i Espinosa                                                                                         | 1919 1997 / RAMON BOU I ESPINOSA / IMPULSOR DEL MOVIMENT ASSOCIATIU AL POBLENOU | Arquitectes: Ignasi Sanfeliu, Bernat Martorell 1999                                                                               | bronze                                             | Rambla del Poblenou 41° 24′ 01″ N, 2° 12′ 09″ E / 41.40018°N,2.20245°E                              | 08019/703-7   | Ramon Bou i Espinosa · Carregueu una nova foto d'aquesta obra                                                                     |
| A Maria Espinalt i Font                                                                                      | 1915 - 1981 / MARIA ESPINALT I FONT / SOPRANO. FIGURA DE LA LÍRICA QUE DEBUTÀ AL / CASINO DE L'ALIANÇA. | Arquitectes: Ignasi Sanfeliu, Bernat Martorell 1999                                                                               | bronze                                             | Rambla del Poblenou cantonada Ramon Turró 41° 23′ 59″ N, 2° 12′ 11″ E / 41.39981°N,2.20292°E        | 08019/703-8   | A Maria Espinalt i Font · Carregueu una nova foto d'aquesta obra                                                                  |
| Joaquima Raspall i Juanicó                                                                                   | 1877 1969 / JOAQUIMA RASPALL I JUANICÓ “DONYA QUIMETA” / MESTRA D'ESCOLA | Arquitectes: Ignasi Sanfeliu, Bernat Martorell 1999                                                                               | bronze                                             | Rambla del Poblenou 41° 23′ 58″ N, 2° 12′ 12″ E / 41.39947°N,2.20339°E                              | 08019/703-9   | Joaquima Raspall i Juanicó · Carregueu una nova foto d'aquesta obra                                                               |
| Mossèn Pere Relats                                                                                           | 1934 1973 / MOSSÈN PERE RELATS / CAPELLÀ DE SANTA MARIA DEL TAULAT / I DE SANT BERNAT CALVÓ (1961 - 1973) | Arquitectes: Ignasi Sanfeliu, Bernat Martorell 1999                                                                               | bronze                                             | Rambla del Poblenou 41° 23′ 56″ N, 2° 12′ 15″ E / 41.39896°N,2.20404°E                              | 08019/703-10  | Mossèn Pere Relats · Carregueu una nova foto d'aquesta obra                                                                       |
| Jaume Batlle                                                                                                 | BARCELONA 1911 - 1990 / JAUME BATLLE I BIGAS / APARELLADOR I MESTRE D'OBRES / DIACA DEDICAT A L'ATENCIÓ DE LA GENT GRAN DESVALGUDA | 2006 | bronze                                             | Rambla del Poblenou cantonada amb Pujades 41° 24′ 06″ N, 2° 12′ 02″ E / 41.401649°N,2.200591°E      | 08019/703-11  | Jaume Batlle · Carregueu una nova foto d'aquesta obra                                                                             |
| Josep M. Huertas                                                                                             | BARCELONA, 1939 - 2007 / JOSEP MARIA HUERTAS I CLAVERIA / PERIODISTA, ESCRIPTOR, CRONISTA DELS BARRIS / PROFESSOR i DEGÀ DEL COl·LEGI DE PERIODISTES | 2007 |                                                    | Rambla del Poblenou amb c. Doctor Trueta 41° 23′ 57″ N, 2° 12′ 14″ E / 41.3991914°N,2.20399528°E    | 08019/703-12  | Josep M. Huertas · Carregueu una nova foto d'aquesta obra                                                                         |
| A Joana Tomas                                                                                                | JOANA / TOMAS SABATE / GRAN LLUITADORA / DEL MOVIMENT VEÏNAL / CLOT-CAMP DE L'ARPA / 4-10-33 - 26-12-82 / BARCELONA - 1995 | 1995 | granit                                             | Jardins Joana Tomas 41° 24′ 43″ N, 2° 11′ 16″ E / 41.41208°N,2.18788°E                              | 08019/704-1   | A Joana Tomas · Carregueu una nova foto d'aquesta obra                                                                            |
| A Carmen del Olmo                                                                                            | MI CORAZÓN ESPERA TAMBIÉN HACIA LA LUZ Y / HACIA LA VIDA OTRO MILAGRO DE LA PRIMAVERA. / FRAGMENT DEL POEMA: A UN OLMO SECO, D'ANTONIO MACHADO / EN RECORD DE LA QUE FOU PROFESSORA / DE L'IES JOAN D'ÀUSTRIA, / CARMEN DEL OLMO / 26-5-46 23-3-02 | 2002 | granit negre                                       | C. Selva de Mar, 211 41° 24′ 59″ N, 2° 11′ 58″ E / 41.41631°N,2.19936°E                             | 08019/706-1   | A Carmen del Olmo · Carregueu una nova foto d'aquesta obra                                                                        |
| A Rafael Capdevila                                                                                           | S. MARTIN DE PROVENSALS / A / RAFAEL CAPDEVILA DE BARCELO / 1883-1952 / En testimonio de gratitud / Por su labor social realizada / A través de la obra benéfica / de la / CAJA DE AHORROS / Y / MONTE DE PIEDAD DE BARCELONA | 1953 | Marbre blanc                                       | C. Rafael Capdevila, 1 41° 24′ 32″ N, 2° 11′ 19″ E / 41.40886°N,2.18858°E                           | 08019/708-1   | A Rafael Capdevila · Carregueu una nova foto d'aquesta obra                                                                       |
| Barcelona a Sant Sebastià                                                                                    | BARCELONA / A SAN SEBASTIAN / CALLE DE GUIPUZCOA | Ceràmica: Joan Baptista Guivernau c. 1965                                                                                         | ceràmica                                           | Rambla Guipúscoa, 24 41° 24′ 50″ N, 2° 11′ 39″ E / 41.4139°N,2.19412°E                              | 08019/709-1   | Barcelona a Sant Sebastià · Carregueu una nova foto d'aquesta obra                                                                |
| A Norbert Font i Sagué                                                                                       | A NORBERT FONT I SAGUÉ / EL G.E.S. DEL / CLUB MUNTANYENC / BARCELONÈS, EN EL / XX ANIVERSARI DE / LA SEVA FUNDACIÓ / ANY 1968. | Disseny: X. Coromina, signada 1968                                                                                                | bronze                                             | Pl. Font i Sagué amb Clot 41° 24′ 29″ N, 2° 11′ 18″ E / 41.40806°N,2.18845°E                        | 08019/710-1   | A Norbert Font i Sagué · Carregueu una nova foto d'aquesta obra                                                                   |
| Festes de la Plaça Prim                                                                                      | COMISSIÓ DE FESTES / PLAÇA PRIM / 1989-1994 / 5è Aniversari | 1994 | ceràmica                                           | Pl. Prim 41° 23′ 58″ N, 2° 12′ 24″ E / 41.39941°N,2.20662°E                                         | 08019/711-1   | Carregueu una nova foto d'aquesta obra                                                                                            |
| Rambla del Poblenou                                                                                          | RAMBLA DEL / POBLENOU | Ceràmica de Serafini/Lorda, signada 1984                                                                                          | ceràmica                                           | Rambla del Poblenou amb c. Ramon Turró 41° 23′ 59″ N, 2° 12′ 12″ E / 41.39976°N,2.2032°E            | 08019/712-1   | Rambla del Poblenou · Carregueu una nova foto d'aquesta obra                                                                      |
| Club Esportiu Júpiter                                                                                        | EN AQUESTA CASA / ES FUNDÀ EN L'ANY 1909 / EL CLUB ESPORTIU JUPITER / MAIG 1999 | 1999 | granit                                             | Rambla del Poblenou amb c. Joncar 41° 24′ 00″ N, 2° 12′ 10″ E / 41.40008°N,2.20291°E                | 08019/713-1   | Club Esportiu Júpiter · Carregueu una nova foto d'aquesta obra                                                                    |
| Ramon Calsina i Baró                                                                                         | En aquesta casa va néixer el 26 de febrer de 1901 / RAMON CALSINA I BARÓ, / pintor, dibuixant i il·lustrador del Poblenou / que va morir el 26 de novembre de 1992 / Ajuntament / de Barcelona | 2001 | marbre blanc                                       | C. Castanys, 13 41° 24′ 02″ N, 2° 12′ 19″ E / 41.40055°N,2.2053°E                                   | 08019/714-1   | Carregueu una nova foto d'aquesta obra                                                                                            |
| Als treballadors de Can Girona                                                                               | En el Poblenou, i davant del mar, la / Torre de les Aigües, obra de l'arquitecte / Pere Falqués, és testimoni de la / industrialització de Catalunya i de la / lluita i l'esforç dels treballadors / i treballadores de CAN GIRONA-MACOSA / (1857-1993) que actualment continua a / Santa Perpètua de la Mogoda com / ALSTOM (La Maquinista-Macosa) / Ajuntament / de Barcelona / 1 de maig de 2001 | 1999 | granit                                             | Pl. Ramon Calsina 41° 24′ 21″ N, 2° 12′ 45″ E / 41.40582°N,2.21239°E                                | 08019/715-1   | Als treballadors de Can Girona · Modifica el valor a Wikidata · Carregueu una nova foto d'aquesta obra                            |
| Doctor Serrat                                                                                                | DOCTOR MANUEL SERRAT I PUIGBÓ / METGE / PRESIDENT DEL FOMENT MARTINENC / REGIDOR DE L'AJUNTAMENT DE SANT MARTÍ DE PROVENÇALS | Disseny: Jordi Henrich 1998 | aplacat de granit                                  | Pl. Dr. Serrat 41° 24′ 42″ N, 2° 11′ 12″ E / 41.41174°N,2.1866°E                                    | 08019/720-1   | Doctor Serrat · Carregueu una nova foto d'aquesta obra                                                                            |
| Federico Mensa                                                                                               | EN ESTA CASA Y DURANTE SU VIDA / PEDAGÓGICA (1909-1952) VIVIÓ / Y DESARROLLÓ SU MERITÍSIMA / LABOR EL ILUSTRE CIUDADANO / DON FEDERICO MENSA FÁBREGAS / BARCELONA LE DEDICA ESTE HOMENAJE / NOVIEMBRE 1952 | 1952 | marbre                                             | C. Séquia Comtal, 1 41° 24′ 29″ N, 2° 11′ 17″ E / 41.40806°N,2.18813°E                              | 08019/722-1   | Federico Mensa · Carregueu una nova foto d'aquesta obra                                                                           |
| Primera pedra de Diagonal Mar                                                                                | | c 2000 |                                                    | Pg. del Taulat, 285 -entrada al Parc- 41° 24′ 27″ N, 2° 12′ 56″ E / 41.40748°N,2.21546°E            | 08019/723-1   | Primera pedra de Diagonal Mar · Modifica el valor a Wikidata · Carregueu una nova foto d'aquesta obra                             |
| Placeta Vilarasau                                                                                            | En record a l'espai anomenat / PLACETA VILARASAU creat / PELS VEÏNS DEL GRUP CIVIT 1978-1997 / i desaparegut per donar pas a la urbanització / de l'Avinguda Diagonal / Ajuntament de Barcelona / Sant Martí / GRUP CIVIT | Joan Brossa abril del 2009 |                                                    | Placeta Vilarasau 41° 24′ 23″ N, 2° 11′ 54″ E / 41.40634°N,2.19829°E                                | 08019/738-1   | Placeta Vilarasau · Carregueu una nova foto d'aquesta obra                                                                        |
| Can Vives | CASA VIVES / DES DE 1895 / EN RECONEIXENÇA DEL SEU / ARRELAMENT A LA CIUTAT Ajuntament de Barcelona / Institut del Paisatge Urbà / i la Qualitat de Vida | Disseny: Jordi Batalla i Xavier Boronat 2006                                                                                      |                                                    | C. Sants, 74 41° 22′ 32″ N, 2° 08′ 14″ E / 41.37549°N,2.13717°E                                     | 08019/1255-5  | Carregueu una nova foto d'aquesta obra                                                                                            |
| Farmàcia Oller                                                                                               | FARMACIA OLLER / DES DE 1890 / EN RECONEIXENÇA AL SEU ARRELAMENT A LA CIUTAT Ajuntament de Barcelona / Institut del Paisatge Urbà / i la Qualitat de Vida | Disseny: Jordi Batalla i Xavier Boronat 2006                                                                                      |                                                    | Pl. Concòrdia, 3 41° 23′ 12″ N, 2° 07′ 55″ E / 41.38666°N,2.13201°E                                 | 08019/1255-6  | Farmàcia Oller · Vegeu més fotos d'aquesta obra · Carregueu una nova foto d'aquesta obra                                          |
| Drogueria Rovira                                                                                             | DROGUERIA ROVIRA / DES DE 1910 / EN RECONEIXENÇA AL SEU ARRELAMENT A LA CIUTAT Ajuntament de Barcelona / Institut del Paisatge Urbà / i la Qualitat de Vida | Disseny: Jordi Batalla i Xavier Boronat 2007                                                                                      |                                                    | C. Madrazo, 127 41° 23′ 49″ N, 2° 08′ 41″ E / 41.39697°N,2.14478°E                                  | 08019/1255-7  | Drogueria Rovira · Vegeu més fotos d'aquesta obra · Carregueu una nova foto d'aquesta obra                                        |
| Bar Quimet                                                                                                   | QUIMET D'HORTA / DES DE 1927 / EN RECONEIXENÇA DEL SEU / ARRELAMENT A LA CIUTAT Ajuntament de Barcelona / Institut del Paisatge Urbà / i la Qualitat de Vida | Disseny: Jordi Batalla i Xavier Boronat 2006                                                                                      |                                                    | Pl. Eivissa, 10 41° 25′ 50″ N, 2° 09′ 39″ E / 41.43068°N,2.16079°E                                  | 08019/1255-8  | Carregueu una nova foto d'aquesta obra                                                                                            |
| La Licorera                                                                                                  | LA LICORERA / POBLENOU / DES DE 1932 / EN RECONEIXENÇA DEL SEU / ARRELAMENT A LA CIUTAT Ajuntament de Barcelona / Institut del Paisatge Urbà / i la Qualitat de Vida | Disseny: Jordi Batalla i Xavier Boronat 2006                                                                                      |                                                    | C. Taulat, 91 41° 23′ 56″ N, 2° 12′ 18″ E / 41.39891°N,2.20493°E                                    | 08019/1255-9  | La Licorera · Vegeu més fotos d'aquesta obra · Carregueu una nova foto d'aquesta obra                                             |
| Bacallaneria Ros                                                                                             | BACALLANERIA ROS / DES DE 1929 / EN RECONEIXENÇA DEL SEU / ARRELAMENT A LA CIUTAT Ajuntament de Barcelona / Institut del Paisatge Urbà / i la Qualitat de Vida | Disseny: Jordi Batalla i Xavier Boronat 2007                                                                                      |                                                    | Travessera de Gràcia, 188 41° 24′ 09″ N, 2° 09′ 36″ E / 41.40257°N,2.15989°E                        | 08019/1255-10 | Bacallaneria Ros · Vegeu més fotos d'aquesta obra · Carregueu una nova foto d'aquesta obra                                        |
| Teixits Santa Rita                                                                                           | TEIXITS SANTA RITA / DES DE 1958 / EN RECONEIXENÇA DEL SEU / ARRELAMENT A LA CIUTAT Ajuntament de Barcelona / Institut del Paisatge Urbà / i la Qualitat de Vida | Disseny: Jordi Batalla i Xavier Boronat 2007                                                                                      |                                                    | C. Doctor Pi i Molist, 1 41° 25′ 50″ N, 2° 10′ 29″ E / 41.43055°N,2.17459°E                         | 08019/1255-11 | Teixits Santa Rita · Vegeu més fotos d'aquesta obra · Carregueu una nova foto d'aquesta obra                                      |
| Bar Restaurant Versalles                                                                                     | BAR RESTAURANT VERSALLES / DES DE 1928 / EN RECONEIXENÇA DEL SEU / ARRELAMENT A LA CIUTAT Ajuntament de Barcelona / Institut del Paisatge Urbà / i la Qualitat de Vida | Disseny: Jordi Batalla i Xavier Boronat 2007                                                                                      |                                                    | C. Gran de Sant Andreu, 255 41° 26′ 07″ N, 2° 11′ 23″ E / 41.43536°N,2.18963°E                      | 08019/1255-12 | Bar Restaurant Versalles · Vegeu més fotos d'aquesta obra · Carregueu una nova foto d'aquesta obra                                |
| Sol i de dol                                                                                                 | M'EXALTA EL NOU I M'ENAMORA EL VELL / DE “SOL I DE DOL” J.V. FOIX | Disseny: Marta Gabàs 2007 | alumini sobre granit                               | C. Roc Boronat amb c. Tànger 41° 24′ 11″ N, 2° 11′ 38″ E / 41.40316°N,2.19391°E                     | 08019/1336-1  | Sol i de dol · Carregueu una nova foto d'aquesta obra                                                                             |
| Centre Moral de Gràcia                                                                                       | | 2004 | bronze                                             | C. Ros de Olano, 7-9 41° 24′ 04″ N, 2° 09′ 17″ E / 41.40114°N,2.1548°E                              | 08019/1754-4  | Carregueu una nova foto d'aquesta obra                                                                                            |
| Xavier Benguerel                                                                                             | Xavier Benguerel / (Barcelona 1905-1990) / Escriptor / Va viure en aquesta casa / fins que s'exilià l'any 1939 Ajuntament de Barcelona | 2006 | bronze                                             | Rambla del Poblenou, 104 41° 24′ 10″ N, 2° 11′ 58″ E / 41.40269°N,2.19938°E                         | 08019/1754-11 | Xavier Benguerel · Carregueu una nova foto d'aquesta obra                                                                         |
| La Caputxinada                                                                                               | No us oblidéssiu mai els uns dels altres / vells amics o novells XL Aniversari / de l'assemblea constituent del / Sindicat Democràtic d'Estudiants / de la Universitat de Barcelona / La caputxinada / (1966-2006) / Ajuntament de Barcelona | 2006 | bronze                                             | C. Cardenal Vives i Tutó, 2 41° 23′ 38″ N, 2° 07′ 13″ E / 41.39387°N,2.12027°E                      | 08019/1754-12 | La Caputxinada · Carregueu una nova foto d'aquesta obra                                                                           |
| 75 aniversari de la fundació d'ERC                                                                           | Esquerra Republicana / de Catalunya / Fou fundada en aquest edifici, / seu del Foment Republicà de / Sants, el 19 de març de 1931 / Commemoració / del 75 è aniversari / Ajuntament de Barcelona | 2006 | bronze                                             | C. Cros, 7 41° 22′ 29″ N, 2° 08′ 17″ E / 41.37486°N,2.13804°E                                       | 08019/1754-13 | Carregueu una nova foto d'aquesta obra                                                                                            |
| Josep Lluís Sert                                                                                             | Josep Lluís Sert / (Barcelona 1902 - 1983) / Arquitecte / Va projectar aquest edifici / i hi va viure fins que / s'exilià l'any 1939 / Ajuntament de Barcelona | 2006 | bronze                                             | C. Muntaner, 342-348 41° 23′ 54″ N, 2° 08′ 39″ E / 41.3984°N,2.14406°E                              | 08019/1754-14 | Josep Lluís Sert · Carregueu una nova foto d'aquesta obra                                                                         |
| Als immolats durant el franquisme                                                                            | MEMORIAL ALS DEMÒCRATES IMMOLATS PEL FRANQUISME, 1936 - 1975. | 2006 | bronze                                             | Fossar de la Pedrera 41° 21′ 21″ N, 2° 08′ 56″ E / 41.35591°N,2.14882°E                             | 08019/1754-15 | Carregueu una nova foto d'aquesta obra                                                                                            |
| Mossèn Batlle                                                                                                | L'any 1930, en aquesta parròquia / Mossèn Antoni Batlle / i Mestre / (Sitges 1888 - Barcelona 1955) / inicià el primer grup de / Minyons de muntanya / al servei de l'Església i de Catalunya / 26 de novembre del 2006 Ajuntament de Barcelona | 2006 | bronze                                             | C. de Gràcia -església Sta. Maria de Gràcia- 41° 23′ 54″ N, 2° 09′ 28″ E / 41.39824°N,2.1579°E      | 08019/1754-17 | Mossèn Batlle · Carregueu una nova foto d'aquesta obra                                                                            |
| Ovidi Montllor                                                                                               | Ovidi Montllor / (Alcoi 1942 - Barcelona 1995) / Cantant, poeta i actor / Va viure en aquesta casa / des del 1976 fins que va morir / Ajuntament de Barcelona | 2007 | bronze                                             | C. Sostres, 3 bis 41° 24′ 40″ N, 2° 09′ 03″ E / 41.41106°N,2.15077°E                                | 08019/1754-19 | Carregueu una nova foto d'aquesta obra                                                                                            |
| Pius Font i Quer                                                                                             | PIUS FONT I QUER / (Lleida 1888-Barcelona 1964) / Farmacèutic / Va fundar l'Institut Botànic de Barcelona / i va dirigir-lo fins a l'any 1939 / Barcelona, octubre del 2007 / CSIC / Ajuntament de Barcelona | 2007 | bronze                                             | Pg. del Migdia, Institut Botànic 41° 21′ 44″ N, 2° 09′ 39″ E / 41.362290°N,2.160821°E               | 08019/1754-20 | Carregueu una nova foto d'aquesta obra                                                                                            |
| Ramon Margalef López                                                                                         | RAMON MARGALEF LOPEZ / (Barcelona 1919 - 2004) / Naturalista i Ecòleg / Va viure en aquesta casa, / des del 1952 al 1981 / Barcelona Ciència 2007 / Ajuntament de Barcelona | 2008 | bronze                                             | Av. del Guinardó, 31 41° 24′ 44″ N, 2° 09′ 51″ E / 41.412192°N,2.164164°E                           | 08019/1754-22 | Ramon Margalef López · Modifica el valor a Wikidata · Carregueu una nova foto d'aquesta obra                                      |
| Mercè Rodoreda i Gurguí                                                                                      | Mercè Rodoreda i Gurguí / (Barcelona, 1908 - Girona, 1893) / Escriptora Aquesta placa inspirà a Mercè / Rodoreda la seva gran novel·la / La plaça del Diamant 25 de novembre de 2008 / Any Rodoreda Ajuntament de Barcelona | 2008 | bronze                                             | Pl. del Diamant 41° 24′ 15″ N, 2° 09′ 21″ E / 41.40418°N,2.15579°E                                  | 08019/1754-25 | Mercè Rodoreda i Gurguí · Carregueu una nova foto d'aquesta obra                                                                  |
| Pierre Deffontaines                                                                                          | Pierre Deffontaines / (Limoges, França, 1894 - París, 1893) / Geògraf / Director de l'Institut Francès de Barcelona (1939 - 1964) Creador d'un espai de llibertat pels artistes i els / intel·lectuals de Catalunya. Barcelona, novembre de 2008 Ajuntament de Barcelona | 2008 | bronze                                             | C. Moià, 8 -Institut Français- 41° 23′ 44″ N, 2° 09′ 07″ E / 41.39548°N,2.15181°E                   | 08019/1754-26 | Pierre Deffontaines · Carregueu una nova foto d'aquesta obra                                                                      |
| Manuel Sacristán i Luzón                                                                                     | Manuel Sacristán i Luzón / (Madrid 1925 - 1985) Pensador marxista, lògic i metodòleg de la / Ciència, professor i traductor Visqué a la casa de l'av. Diagonal, 527 Any de la Ciència, 2007 Ajuntament de Barcelona | 2008 | bronze                                             | Av. Diagonal, 527 -parterre- 41° 23′ 28″ N, 2° 08′ 19″ E / 41.39099°N,2.13871°E                     | 08019/1754-27 | Manuel Sacristán i Luzón · Carregueu una nova foto d'aquesta obra                                                                 |
| Laboratori Microbiològic Municipal                                                                           | Aquí hi hagué el / LABORATORI MICROBIOLÒGIC MUNICIPAL On desenvoluparen / una important labor científica, els doctors: / Jaume Ferran i Clua, director de 1886 a 1905 / Jaume Turró i Darder, director de 1906 a 1924 Barcelona Ciència 2007 Ajuntament de Barcelona | 2009 | bronze                                             | C. Ramon Turró cantonada amb c. Wellington 41° 23′ 25″ N, 2° 11′ 25″ E / 41.39027°N,2.19039°E       | 08019/1754-30 | Laboratori Microbiològic Municipal · Carregueu una nova foto d'aquesta obra                                                       |
| Joan Vinyoli i Pladevall                                                                                     | El poeta / Joan Vinyoli / (Barcelona 1914 - 1984) Va viure i morir en aquesta casa, / on va escriure la major part / de la seva obra poètica. 25è aniversari de la seva mort / 30 de novembre de 2009 Ajuntament de Barcelona | 2009 | bronze                                             | C. Castellnou, 48 41° 23′ 47″ N, 2° 07′ 44″ E / 41.39645°N,2.12888°E                                | 08019/1754-31 | Joan Vinyoli i Pladevall · Carregueu una nova foto d'aquesta obra                                                                 |
| Agustí Centelles i Ossó                                                                                      | Aquí instal·là el seu estudi, l'any 1959 / Agustí Centelles i Ossó / (El Grau, València 1909 - Barcelona 1985) Fotògraf d'uns moments molt difícils / de la història de Barcelona i Catalunya Juliol de 2010 / Ajuntament de Barcelona | 2010 | bronze                                             | C. Ciutat de Balaguer, 31 41° 24′ 12″ N, 2° 08′ 08″ E / 41.4032071°N,2.1354889°E                    | 08019/1754-34 | Agustí Centelles i Ossó · Carregueu una nova foto d'aquesta obra                                                                  |
| PARTIT OBRER D'UNIFICACIÓ MARXISTA (P.O.U.M.)                                                                | En aquest indret, / el 29 de setembre de 1935, fou fundat el Partit Obrer / d'Unificació Marxista / (P.O.U.M.) 75è aniversari / Setembre de 2010 / Ajuntament de Barcelona | 2010 | bronze                                             | C. Montserrat de Casanovas, 110 41° 25′ 25″ N, 2° 09′ 50″ E / 41.423598°N,2.163992822°E             | 08019/1754-36 | PARTIT OBRER D'UNIFICACIÓ MARXISTA (P.O.U.M.) · Carregueu una nova foto d'aquesta obra                                            |
| Juli Busquets i Bragulat                                                                                     | En aquesta casa visqué / Juli Busquets i Bragulat (Barcelona 1932 - 2001) / Coronel, Catedràtic i Diputat Lluitador per la llibertat i impulsor / de la Unión Militar Democrática (UMD) Gener de 2011 / Ajuntament de Barcelona | 2011 | bronze                                             | C. Laforja, 19 41° 23′ 57″ N, 2° 08′ 59″ E / 41.3991531°N,2.149806618°E                             | 08019/1754-38 | Juli Busquets i Bragulat · Carregueu una nova foto d'aquesta obra                                                                 |
| Josep M. de Sucre i de Grau                                                                                  | Al carrer de Sant Salvador, num. 16 / va viure i morir / Josep Ma. de Sucre / i de Grau / (Barcelona 1886 - 1969) / Escriptor, pintor i promotor cultural Març de 2011 / Ajuntament de Barcelona | 2011 | bronze                                             | Jardins del Mestre Balcells 41° 24′ 27″ N, 2° 09′ 15″ E / 41.407473°N,2.154151797°E                 | 08019/1754-40 | Josep M. de Sucre i de Grau · Carregueu una nova foto d'aquesta obra                                                              |
| Nova Cançó catalana                                                                                          | A l'antiga seu del CICF, ubicada / en aquesta casa, el 1961, hi va tenir lloc / el primer recital de la / Nova Cançó catalana / 50è aniversari Març de 2011 / Ajuntament de Barcelona | 2011 | bronze                                             | C. Santaló, 27 41° 23′ 43″ N, 2° 08′ 46″ E / 41.3953282°N,2.1461319°E                               | 08019/1754-41 | Nova Cançó catalana · Carregueu una nova foto d'aquesta obra                                                                      |
| Josep Carreras                                                                                               | SANTS RET HOMENATGE A / JOSEP CARRERAS / 9-X-1988 / R. CUELLO | Escultor: Ramon Cuello 1988 | bronze                                             | Parc de l'Espanya Industrial 41° 22′ 37″ N, 2° 08′ 30″ E / 41.37703°N,2.14161°E                     | 08019/3097-1  | Josep Carreras · Modifica el valor a Wikidata · Carregueu una nova foto d'aquesta obra                                            |
| Manuel Maria Mayol                                                                                           | A / MANVEL MA / MAYOL / ARQT / +1898 +1929 | Escultor: Frederic Marès 1929 | bronze                                             | Teatre Lliure 41° 22′ 15″ N, 2° 09′ 23″ E / 41.37082°N,2.15649°E                                    | 08019/3112-1  | Manuel Maria Mayol · Carregueu una nova foto d'aquesta obra                                                                       |
| Placa plaça Espanya                                                                                          | SVBTERRVM HOC OPVS / A MENSE IANVARIO ANNI / VNIVERSAE REPARATIONIS / MCMXXIV ad MCMXXVI / IANVARIO MENSE PERFECTVM / BARCINONENSEM HABVIT OPIFICEM / E FVNDATISSIMO NOSTRATE / GENERE NATVM (Traducció: "Aquesta obra subterrània, començada el mes de gener de 1924 i completada el gener de 1926 va tenir un autor barceloní nascut de la nostra ben fundada raça" en record d'Esteve Terradas i Illa dissenyador de les voltes catalanes de l'estació de metro de la Plaça Espanya on es troba la placa) | 1926 | pedra                                              | Pl. Espanya -subterrari andana Metro L1- 41° 22′ 29″ N, 2° 08′ 57″ E / 41.37485°N,2.14905°E         | 08019/3438-1  | Placa plaça Espanya · Carregueu una nova foto d'aquesta obra                                                                      |
| Núria Feliu                                                                                                  | EN AQUESTA CASA / VA NÉIXER, / EL DIA 21-9-1941 / L'ACTRIU I CANTANT / NURIA FELIU / BARCELONA 22-11-87 | 1987 | marbre blanc                                       | Pl. d'Osca, 1-3 41° 22′ 33″ N, 2° 08′ 20″ E / 41.37593°N,2.13896°E                                  | 08019/3701-1  | Carregueu una nova foto d'aquesta obra                                                                                            |
| Joan Manuel Serrat                                                                                           | EN AQUESTA CASA / VA NÉIXER EL / DIA 27 DEL XII DEL 1943 / EL CANTAUTOR / JOAN / MANUEL / SERRAT. / BARCELONA 15.X.1989. | 1989 | ceràmica                                           | C. Poeta Cabanyes, 95 41° 22′ 17″ N, 2° 09′ 51″ E / 41.3715°N,2.1643°E                              | 08019/3702-1  | Joan Manuel Serrat · Carregueu una nova foto d'aquesta obra                                                                       |
| Jocs Mediterranis                                                                                            | EN ESTE ESTADIO MVNICIPAL DE MONTJVICH FVERON INAVGVRADOS / EL DIA 16 DE JVLIO DEL AÑO 1955 LOS II JVEGOS DEL MEDITERRÁNEO / CON LA PARTICIPACIÓN DE LAS NACIONES SIGVIENTES: / EGIPTO / FRANCIA / GRECIA / ITALIA / LÍBANO / MALTA / MÓNACO / SIRIA / TVRQVIA / ESPAÑA / EN LOS DEPORTES: / ATLETISMO, BANOCESTO, BOXEO, CICLISMO, ESGRIMA, FVTBOL, / GIMNASIA, HIPICA, HOCKEY, HOCKEY SOBRE PATINES, LVCHA / GRECORROMANA, NATACIÓN, PESOS Y HALTERAS, REMO, RVGBY, / TIRO AL PLATO, TIRO DE FVSIL Y PISTOLA, VELA Y WATERPOLO / BARCELONA SEPTIEMBRE 1956 | 1956 | marbre blanc                                       | Estadi Olímpic de Montjuïc Lluís Companys 41° 21′ 58″ N, 2° 09′ 20″ E / 41.36608°N,2.15558°E        | 08019/3703-1  | Jocs Mediterranis · Carregueu una nova foto d'aquesta obra                                                                        |
| Estadi Lluís Companys                                                                                        | LA CIUTAT DE BARCELONA COM A RECORD I / HOMENATGE AL QUE FOU PRESIDENT DE LA / GENERALITAT DE CATALUNYA I DEL / COMITÈ ORGANITZADOR DE LA OLIMPÍADA POPULAR, DE 1936 / LLUÍS COMPANYS I JOVER / BARCELONA, 15 D'OCTUBRE DE 1989 | 1989 | marbre                                             | Estadi Olímpic de Montjuïc Lluís Companys 41° 21′ 57″ N, 2° 09′ 20″ E / 41.36595°N,2.15567°E        | 08019/3704-1  | Estadi Lluís Companys · Carregueu una nova foto d'aquesta obra                                                                    |
| Alejandro Merletti                                                                                           | EN ESTA CASA VIVIO / D. ALEJANDRO / MERLETTI GVAGLIA / PIONERO DE LOS PERIODISTAS / GRAFICOS BARCELONESES | 1969 | pedra calcària                                     | C. Tapioles, 42 bis 41° 22′ 21″ N, 2° 09′ 50″ E / 41.37258°N,2.16386°E                              | 08019/3705-1  | Alejandro Merletti · Modifica el valor a Wikidata · Carregueu una nova foto d'aquesta obra                                        |
| Francesc Boix                                                                                                | En aquest edifici va néixer / FRANCESC BOIX I CAMPO / Barcelona 1920 - París 1951/ Fotògraf, lluitador contra el feixisme, presoner a Mauthausen i / únic espanyol que fou cridat a declarar al Tribunal de Nuremberg, / contra la cupula militar del III Reich / Coordinadora d'entitats Poble Sec / Ajuntament de Barcelona | 2001 | marbre blanc                                       | C. Margarit, 17 41° 22′ 26″ N, 2° 09′ 49″ E / 41.37389°N,2.16373°E                                  | 08019/3706-1  | Francesc Boix · Carregueu una nova foto d'aquesta obra                                                                            |
| Juan Sebastián Elkano                                                                                        | CALLE DEDICADA AL INMORTAL / NAVEGANTE / JUAN SEBASTIAN ELCANO / N. EN GUETARIA HACIA 1476 Y M. EN LA MALASIA EN 1526 / BAJO SU CAPITANIA LA NAO ESPAÑOLA “VICTORIA” / FUE LA PRIMERA EN DAR LA VUELTA AL MUNDO / 1519 - 1522 / LA JUNTA MUNICIPAL DEL DISTRITO II Y / LA ASAMBLEA DE CAPITANES DE YATE. / A SU MEMORIA / 12 OCTUBRE 1967 | Subías Hnos, signada 1967 | pedra calcària                                     | C. Elkano, 75 41° 22′ 27″ N, 2° 09′ 35″ E / 41.37415°N,2.15969°E                                    | 08019/3707-1  | Juan Sebastián Elkano · Carregueu una nova foto d'aquesta obra                                                                    |
| Josep Carreras                                                                                               | A l'antic num. 5 d'aquest carrer, / va néixer el 5 de desembre de 1946, / en Josep Carreras i Coll, tenor insigne. / Sants, setembre 1998 / Ajuntament de Barcelona / Comissió Festa Major / Districte de Sants-Montjuïc / Carrer de Galileu | 1998 | marbre blanc                                       | C. Galileu, 1 41° 22′ 34″ N, 2° 08′ 09″ E / 41.3762°N,2.13584°E                                     | 08019/3708-1  | Josep Carreras · Modifica el valor a Wikidata · Carregueu una nova foto d'aquesta obra                                            |
| Fernão Magalhães                                                                                             | PATAGONES / TIERRA DE FUEGO CALLE DEDICADA AL CELEBRE NAVEGANTE / FERNANDO DE MAGALLANES / NACIO H. 1470 Y MVERTO EN FILIPINAS / EN 1521. DESPVES DE ATRAVESAR EL / OCEANO PACIFICO AL MANDO DE VNA FLOTA / ENVIADA POR EL REY DE ESPAÑA LA JVNTA MVNICIPAL DEL DISTRITO II / Y LA ASAMBLEA DE CAPITANES DE YATE. / A SV MEMORIA / 1968 | 1968 | pedra calcària                                     | C. Magalhães, 59 41° 22′ 21″ N, 2° 09′ 40″ E / 41.37263°N,2.16099°E                                 | 08019/3709-1  | Fernão Magalhães · Modifica el valor a Wikidata · Carregueu una nova foto d'aquesta obra                                          |
| Carles Saldaña "Alady"                                                                                       | A la memòria de / Carles Saldaña i Beut, / ALADY / (1902-1968) / Còmic genial i figura cabdal / Del teatre i del music-hall / El Paral·lel no t'oblida / Ajuntament de Barcelona / Districte de Sants-Montjuïc | 2003 | acer inoxidable                                    | Av. Paral·lel, 57 41° 22′ 29″ N, 2° 10′ 14″ E / 41.3748°N,2.17052°E                                 | 08019/3710-1  | Carles Saldaña "Alady" · Carregueu una nova foto d'aquesta obra                                                                   |
| Font de Ceres                                                                                                | La font de Ceres va presidir, des de l'any 1874 fins / al 1919, aquesta plaça, la qual cosa va motivar que / popularment es conegués aquest indret amb el nom / del Sortidor, nom amb el qual també coneixem aquest / centre cívic. La font de Ceres hi va ser fins que la van col·locar / a l'emplaçament actual, la plaça de Sant Jordi, al / parc de Montjuïc, amb motiu de les obres / d'urbanització de la muntanya de Montjuïc que es / van fer per a la celebració de l'Exposició Universal / de 1929. Aquesta font, obra de Celdoni Guixà, és una de les / més antigues de Barcelona. Instal·lada originàriament / al passeig de Gràcia l'any 1830, va ser traslladada / posteriorment al Poble-sec, per embellir aquest barri / de nova construcció. Ajuntament de Barcelona / Districte de Sants-Montjuïc | 2004 | acer inoxidable                                    | Pl. del Sortidor, 11-12 41° 22′ 20″ N, 2° 09′ 45″ E / 41.37215°N,2.1624°E                           | 08019/3711-1  | Carregueu una nova foto d'aquesta obra                                                                                            |
| Joan Brossa                                                                                                  | MÚSICA D'ARPA / Ocell / crec que és millor que obris els ulls / i fugis de la meva espatlla / Aprofita avui per a creuar / extensions marines / I encendre't d'estrelles / JOAN BROSSA | 2005 | acer inoxidable sobre formigó                      | Pl. de Dante 41° 22′ 07″ N, 2° 09′ 55″ E / 41.36849°N,2.16534°E                                     | 08019/3713-1  | Joan Brossa · Carregueu una nova foto d'aquesta obra                                                                              |
| Ramon Pifarré                                                                                                | AQUI VA VIURE EL SENYOR / RAMON PIFARRÉ I SEGARRA / (1894 – 1975) / HOME DE CIÈNCIA I / GRAN HUMANITAT / COMISSIÓ DE FESTA MAJOR CARRER VALLESPIR / AGOST 1999 | Ceràmica: Taller el Siurell 1999                                                                                                  | ceràmica                                           | C. Vallespir, 45 41° 22′ 46″ N, 2° 08′ 13″ E / 41.37953°N,2.13694°E                                 | 08019/3714-1  | Ramon Pifarré · Carregueu una nova foto d'aquesta obra                                                                            |
| Fundació Esquerra Republicana de Catalunya                                                                   | AQUÍ ES VA / FUNDAR EL / 17 de MARÇ de 1931 / ESQUERRA / REPUBLICANA / DE CATALUNYA / 1931- 1991 | Disseny: Paulí, signada 1991 | ceràmica                                           | C. Cros, 7-9 41° 22′ 29″ N, 2° 08′ 17″ E / 41.37486°N,2.13804°E                                     | 08019/3715-1  | Carregueu una nova foto d'aquesta obra                                                                                            |
| Mesurament del Meridià                                                                                       | DES D'AQUESTA TORRE / L'ASTRÒNOM PIERRE MÈCHAIR / DURANT ELS ANYS 1792 - 1793 / ESTABLÍ LES COORDENADES DE BARCELONA / I LA TRIANGULACIÓ PER AL MESURAMENT / DE L'ARC DE MERIDIÀ QUE SERVÍ DE BASE / DEL SISTEMA MÈTRIC DECIMAL / II CENTENARI DEL MESURAMENT / DEL MERIDIÀ DE DUNKERQUE / A BARCELONA / Any 1993 | 1993 | acer                                               | Castell de Montjuïc -torre de guaita- 41° 21′ 51″ N, 2° 10′ 01″ E / 41.36414°N,2.16705°E            | 08019/3719-1  | Mesurament del Meridià · Carregueu una nova foto d'aquesta obra                                                                   |
| Il·luminació del castell                                                                                     | PATRONAT DEL CASTELL DE MONTJUÏC / LA IL·LUMINACIÓ ARTÍSTICA DE / L'EXTERIOR DEL RECINTE DEL / MUSEU MILITAR HA ESTAT / COSTEJADA PER LA FUNDACIÓ ENDESA | 2003 | alumini                                            | Castell de Montjuïc -torre de guaita- 41° 21′ 51″ N, 2° 10′ 01″ E / 41.36414°N,2.16705°E            | 08019/3719-2  | Carregueu una nova foto d'aquesta obra                                                                                            |
| Lluís Companys                                                                                               | ESQUERRA REPUBLICANA DE CATALUNYA / A / LLUIS COMPANYS I JOVER / A TOTS ELS IMMOLATS PER LES LLIBERTATS DE CATALUNYA / BARCELONA 15 - X - 78 | 1978 | marbre blanc                                       | Fossat del Castell de Montjuïc 41° 21′ 50″ N, 2° 09′ 45″ E / 41.36397°N,2.1625°E                    | 08019/3720-1  | Lluís Companys · Carregueu una nova foto d'aquesta obra                                                                           |
| Homenatge a Pons Cirac                                                                                       | Generalitat de Catalunya / HOMENATGE A L'ARTISTA / "A. PONS CIRAC" / AMB MOTIU DEL SEU / "50" ANIVERSARI DE POESIA / ARTÍSTICA SOBRE CRISTALL / BARCELONA / 1941 - 1991 | 1991 | coure sobre marbre                                 | C. Riego, 13 41° 22′ 34″ N, 2° 08′ 18″ E / 41.3761°N,2.13833°E                                      | 08019/3721-1  | Carregueu una nova foto d'aquesta obra                                                                                            |
| Tinent Flomesta                                                                                              | EL EXCMO. AYUNTAMIENTO / dió a esta CALLE el nombre del TENIENTE / DE ARTILLERIA / D. DIEGO FLOMESTA MOYA / que murió de hambre y de sed antes que enseñar / el manejo de los cañones al enemigo / + 30-VI-1921 / [...]-VII-1927 | 1927 | bronze                                             | C. Tinent Flomesta amb c. Canalejas 41° 22′ 25″ N, 2° 07′ 55″ E / 41.37367°N,2.13208°E              | 08019/3722-1  | Carregueu una nova foto d'aquesta obra                                                                                            |
| Elisa Gisol                                                                                                  | A Dña. Elena Gisol de Castro / Fundadora de l'Escola del Carme / l'any 1927 / Comissió Festa Major c/ Vallespir / 2004 | 2004 | ceràmica                                           | C. Vallespir, 79 41° 22′ 51″ N, 2° 08′ 10″ E / 41.3807°N,2.13615°E                                  | 08019/3723-1  | Elisa Gisol · Carregueu una nova foto d'aquesta obra                                                                              |
| Aniversari Volta Ciclista a Sants                                                                            | DEL BARRI DE SANTS / EN COMMEMORACIÓ A LA 75a EDICIÓ DE / LA VOLTA CICLISTA / A CATALUNYA / 1911 - 1995 | 1995 | formigó i alumini                                  | Pl. de Sants 41° 22′ 31″ N, 2° 08′ 07″ E / 41.37533°N,2.13529°E                                     | 08019/3724-1  | Carregueu una nova foto d'aquesta obra                                                                                            |
| Festa de l'Arbre 1951, A la Mare de Déu del Rosari                                                           | Homenaje a la Reina del Santísimo / Rosario con motivo de la Fiesta / del Arbol del Patronato Provincial / de la Diputación de Barcelona / 25-VII-1951 | Ceràmica: Casademunt 1951 | ceràmica                                           | C. Radas, 37 41° 22′ 24″ N, 2° 09′ 39″ E / 41.37331°N,2.16087°E                                     | 08019/3725-1  | Festa de l'Arbre 1951 · Modifica el valor a Wikidata · Carregueu una nova foto d'aquesta obra                                     |
| Inauguració Cementiri                                                                                        | LA CIUDAD DE BARCELONA INAUGURÓ ESTE CEMENTERIO / CONSTRUIDO Á SUS ESPENSAS EL DIA 17 DE MARZO DE / 1883, S(I)ENDO BENDECI(DO): EL MISMO DIA EL RECINTO CATÓLICO. / POR DISPOSICIÓN DEL EXCMO AYUNTAMIENTO HIZOSE CARGO / DE LA ADMINISTRACION DE LA NECRÓPOLIS LA JUNTA / MUNICIPAL DE CEMENTERIOS, COMPUESTA DE LOS SRES: D. FRANCISCO DE P. RIUS Y TAULET. ALCALDE PRESIDENTE, / D. PEDRO CASAS. / D. JOSE JUAN CABOT. / D. YLDEFONSO (P)AR. / D. NARCISO CARBÓ / D. CELESTINO BARALLAT / D. PEDRO TRILLA. SECRETARIO DE LA JUNTA: D. ALEJANDRO NOVELLAS. / TESORERO: D. FELIX SOLER Y CATALA / ARQUITECTO, AUTOR DEL PLANO Y DIRECTOR DE LA OBRA: / D. LEANDRO ALBAREDA. | 1883 | marbre                                             | C. Mare de Déu del Port, 56-58 41° 21′ 12″ N, 2° 09′ 04″ E / 41.35325°N,2.15114°E                   | 08019/3726-1  | Carregueu una nova foto d'aquesta obra                                                                                            |
| Xavi Alcaraz                                                                                                 | Xavi Alcaraz / Barcelona 1973 - Pica d'Estats 1996 / Castellers de Sants 20-10-1996 | Ceràmica: Rosa Muñoz 1996 | ceràmica                                           | Pl. Bonet i Muixí 41° 22′ 29″ N, 2° 08′ 11″ E / 41.37461°N,2.13644°E                                | 08019/3727-1  | Carregueu una nova foto d'aquesta obra                                                                                            |
| J.C.N. Forestier                                                                                             | A JCN FORESTIER (1861-1930), / ENGINYER I PAISATGISTA FRANCÈS, / CREADOR DELS JARDINS / DE MONTJUÏC PER L'EXPOSICIÓ / DE 1929 I INSPIRADOR DE LA JARDINERIA A BARCELONA / RESTAURACIÓ JARDINS DEL LARIBAL / FONT DEL GAT. ABRIL DEL 2002 | 2002 | granit                                             | C. Santa Madrona, 28 41° 22′ 06″ N, 2° 09′ 29″ E / 41.36833°N,2.1580088°E                           | 08019/3728-1  | J.C.N. Forestier · Vegeu més fotos d'aquesta obra · Carregueu una nova foto d'aquesta obra                                        |
| Manuel Ausensi                                                                                               | El 12 d'octubre de 1919 / va néixer en aquesta casa / l'insigne baríton / MANUEL AUSENSI / I ALBALAT / Ajuntament de Barcelona / Dictricte de Sants - Montjuïc | 2005 | metacrilat                                         | C. Blai, 53 41° 22′ 28″ N, 2° 09′ 46″ E / 41.37435°N,2.16276°E                                      | 08019/3738-1  | Carregueu una nova foto d'aquesta obra                                                                                            |
| José Mendoza                                                                                                 | EN RECUERDO / DEL RVDO. D. / JOSE MENDOZA ESPIN, PBRO. / PARROCO DE ESTA PARROQUIA DE / SAN JUAN M A VIANNEY / SANTS - BARCELONA / 1948 -1968 / AGOSTO - 1970 | 1970 | marbre                                             | C. Joan Güell, 58 41° 22′ 45″ N, 2° 08′ 00″ E / 41.37913°N,2.13332°E                                | 08019/3740-1  | José Mendoza · Carregueu una nova foto d'aquesta obra                                                                             |
| Jardí i plaques dels Drets Humans                                                                            | (30 plaques amb els 30 articles de la Declaració dels Drets Humans) | Disseny: Jaume Graells Paisatgista: Nuno Almeida Poema: María Elena Walsh Editor: Santa & Cole Jardí original: Van der Harst 2007 | vegetació i acer corten                            | Pg. Zona Franca, 185 -Jardins dels Drets Humans- 41° 21′ 39″ N, 2° 08′ 13″ E / 41.36079°N,2.13699°E | 08019/3741-1  | Carregueu una nova foto d'aquesta obra                                                                                            |
| Visita d'Alfons XIII                                                                                         | EL DIA 28 DE OCTUBRE DE 1927 / VISITARON ESTA FINCA SS. MM. LOS / REYES DON ALFONSO Y DOÑA / VICTORIA / EUGENIA Y SS. AA. RR. LAS INFANTAS / DE ESPAÑA DOÑA BEATRIZ Y DOÑA / MARIA CRISTINA DESCUBRIENDOSE EL / MONUMENTO QUE PARA INMORTALIZAR / EL GLORIOSO RECUERDO DE DON / ALFONSO XIII LO ERIGIO EN LA MISMA / EL EXCMO SR. DON MARIANO / PUIG Y VALLS PLACA COMMEMORATIVA DE LA VISITA DE / SS.MM. ELS REIS ALFONSO XIII I VICTÒRIA EUGÈNIA / A LA FINCA "MAS DELS ARCS" (TARRAGONA) / EL 28 D'OCTUBRE DE 1927 | 1927 | marbre blanc i ferro                               | Jardins del Palau Reial de Pedralbes 41° 23′ 17″ N, 2° 06′ 59″ E / 41.38815°N,2.11646°E             | 08019/4701-1  | Carregueu una nova foto d'aquesta obra                                                                                            |
| Castellers de Vilafranca                                                                                     | EN AQUESTA PLAÇA EL 3 D'OCTUBRE / DE 2002 ELS CASTELLERS DE VILAFRANCA / VAN DESCARREGAR EL SEU PRIMER / TRES DE NOU AMB FOLRE | 2002 | granit                                             | Pl. Comas 41° 23′ 07″ N, 2° 07′ 47″ E / 41.38529°N,2.12984°E                                        | 08019/4702-1  | Castellers de Vilafranca · Carregueu una nova foto d'aquesta obra                                                                 |
| Francesc Cambó                                                                                               | CON · VN · CVANTIOSO · LEGADO · DEL · ILVSTRE · PATRICIO / CATALAN · DON · FRANCISCO · CAMBO · BATLLE · FVERON · EM / PRENDIDAS · LAS · OBRAS · DE · ESTE · PABELLON · QVE. LLEVA / SV · NOMBRE · INAVGVRADO · 4 - 6 - 1957 · LA DIPVTACION / PROVINCIAL · DE · BARCELONA · EN · MEMORIA · Y · GRATITVD | Escultor: Enric Monjo 1957 | pedra calcària                                     | Travessera de les Corts, 131-159 41° 22′ 53″ N, 2° 07′ 33″ E / 41.38148°N,2.12592°E                 | 08019/4703-1  | Francesc Cambó · Carregueu una nova foto d'aquesta obra                                                                           |
| Camp de Les Corts                                                                                            | Aquest / fou l'emplaçament / del camp de / Les Corts / del / F.C. Barcelona / del 20 de maig de 1922 al 2 de febrer de 1966 / Amb motiu del / 75 aniversari / Barcelona Novembre / 1974. | 1974 | granit negre                                       | Travessera de les Corts, 272 41° 23′ 11″ N, 2° 08′ 06″ E / 41.38648°N,2.13504°E                     | 08019/4705-1  | Carregueu una nova foto d'aquesta obra                                                                                            |
| Pi de la Travessera                                                                                          | EL PI DE LA TRAVESSERA / Pi pinyer / pino piñonero / Nom científic: Pinus pinea / Família: pinàcies / Origen: Regió Mediterrània / Edat aproximada: 100 anys / Alçada: 13 metres / Arbre declarat d'interés local. / Numero de catalogació: 0001-04-93 / Barcelona, juny del 1993 / Ajuntament de Barcelona / Institut Municipal de / Parcs i Jardins | 1993 | ferro                                              | Travessera de les Corts, 275 41° 23′ 10″ N, 2° 08′ 02″ E / 41.38609611°N,2.13394403°E               | 08019/4706-1  | Pi de la Travessera · Carregueu una nova foto d'aquesta obra                                                                      |
| Habitatges de Ràdio Barcelona                                                                                | VIVIENDAS RADIO BARCELONA / XXXV ANIVERSARIO DE LA RADIODIFUSION ESPAÑOLA / 14 NOVIEMBRE 1959 / DIA DE LA RADIO / LAUS DEO | 1959 | formigó i ceràmica                                 | C. Loreto, 1 41° 23′ 19″ N, 2° 08′ 30″ E / 41.38868°N,2.14167°E                                     | 08019/4707-1  | Habitatges de Ràdio Barcelona · Carregueu una nova foto d'aquesta obra                                                            |
| Barcelona a Cervantes                                                                                        | BARCELONA A CERVANTES / HOMENATGE AMB MOTIU DEL / IV CENTENARI DE L'EDICIÓ DEL QUIXOT / BARCELONA, 22 D'OCTUBRE DE 2005. ANY DEL LLIBRE I DE LA LECTURA | Disseny: Carme Hosta 2005 | pedra de Montjuïc                                  | Parc de Cervantes -accés per av. Diagonal- 41° 23′ 03″ N, 2° 06′ 26″ E / 41.3841843°N,2.10713267°E  | 08019/4708-1  | Barcelona a Cervantes · Carregueu una nova foto d'aquesta obra                                                                    |
| Facultat de Física                                                                                           | AQUEST EDIFICI, PRIMERA FASE / DE LA FACULTAT DE FISICA / HA ESTAT CONSTRUIT EN EL PERIODE / 1986 - 1988 / ESSENT SUCCESSIVAMENT RECTORS / DE LA UNIVERSITAT DE BARCELONA / L'EXCM. I MAGFCM. SR. DR. / ANTONI BADIA I MARGARIT / L'EXCM. I MAGFCM. SR. DR. / JOSEP MA BRICALL I MASSIP / I DEGA DE LA FACULTAT DE FISICA / L'IL·LM. SR. DR. PERE SEGLAR I COMAS / ABRIL 1988 | Disseny: Aureli Bisbe 1988 | pedra i bronze                                     | Av. Diagonal, 647 41° 23′ 06″ N, 2° 07′ 00″ E / 41.38506°N,2.11662°E                                | 08019/4709-1  | Carregueu una nova foto d'aquesta obra                                                                                            |
| Can Deu | La família Deu al poble de les Corts. L'obtenció d'aquesta finca pel barri de les Corts ha estat possible / gràcies a la col·laboració de la família Deu. / Gener de 1984. | Disseny: Judith Masana 2009 | bronze                                             | Pl. de la Concòrdia, 13 41° 23′ 12″ N, 2° 07′ 57″ E / 41.386758°N,2.132492959°E                     | 08019/4710-1  | Can Deu · Modifica el valor a Wikidata · Carregueu una nova foto d'aquesta obra                                                   |
| Geologia del terreny                                                                                         | | 2006 | ferro galvanitzat amb pintura, serigrafia i vernís | Av. República Argentina                                                                             | 08019/5701-1  | Carregueu una nova foto d'aquesta obra                                                                                            |
| Joan Maragall                                                                                                | MCMXVII / EL XX DESEMBRE MCMXI / FINÀ EN AQUESTA CASA / L'ALTISSIM POETA / JOAN MARAGALL I GORINA | Escultor: Joan Carreras Arquitecte: Lluís Domènech i Montaner 1917                                                                | bronze                                             | C. Alfons XII, 79 41° 24′ 02″ N, 2° 08′ 50″ E / 41.40062°N,2.14716°E                                | 08019/5702-1  | Joan Maragall · Vegeu més fotos d'aquesta obra · Carregueu una nova foto d'aquesta obra                                           |
| J. V. Foix                                                                                                   | EN AQUESTA CASA VA NÉIXER J.V. FOIX / 1893 - 1987 / Tota amor és latent en l'altra amor, / tot llenguatge és saó d'una parla comuna, / tota terra batega a la pàtria de tots, / tota fe serà suc d'una més alta fe | Disseny: Marina Salvador 1993 | bronze                                             | C. Major de Sarrià, 57 41° 23′ 53″ N, 2° 07′ 21″ E / 41.39803°N,2.12261°E                           | 08019/5703-1  | J. V. Foix · Carregueu una nova foto d'aquesta obra                                                                               |
| Carles Riba                                                                                                  | EN AQUESTA CASA VISQUÉ I MORÍ / EL POETA I ESCRIPTOR CARLES RIBA I BRACONS / 1893-1959 / Seré un cor dins la fosca; / Porpra de nou amb l'alba | Disseny: Serveis Tècnics de l'Ajuntament de Barcelona 1993                                                                        | bronze                                             | Av. República Argentina, 163-165 41° 24′ 41″ N, 2° 08′ 36″ E / 41.41143°N,2.14322°E                 | 08019/5704-1  | Carles Riba · Carregueu una nova foto d'aquesta obra                                                                              |
| Dr. Roig i Raventos                                                                                          | Jardins del Dr. Roig i Raventos, metge i escriptor Jardines del Dr. Roig y Raventós, médico escritor | 1969 | ceràmica                                           | Jardins del Dr. Roig i Raventos 41° 24′ 13″ N, 2° 07′ 51″ E / 41.40356°N,2.13073°E                  | 08019/5705-1  | Dr. Roig i Raventos · Modifica el valor a Wikidata · Carregueu una nova foto d'aquesta obra                                       |
| Dau al Set                                                                                                   | Homenatge a la Revista / DAU AL SET / Mil nou-cents quaranta-vuit / mil nou-cents noranta-vuit. / FAD, Foment de les Arts Decoratives. / Districte, Sarrià-Sant Gervasi. Ajuntament de Barcelona. | Disseny: Foment de les Arts Decoratives -FAD- 1998                                                                                | granit                                             | Pl. Molina 41° 24′ 05″ N, 2° 08′ 49″ E / 41.40134°N,2.14703°E                                       | 08019/5706-1  | Dau al Set · Carregueu una nova foto d'aquesta obra                                                                               |
| Conxita Badia                                                                                                | | Disseny: Aureli Bisbe 1998 | llautó, bronze i acer inoxidable                   | Pg. de Sant Gervasi, 30 41° 24′ 34″ N, 2° 08′ 07″ E / 41.40955°N,2.1354°E                           | 08019/5707-1  | Conxita Badia · Carregueu una nova foto d'aquesta obra                                                                            |
| Al Tramvia blau                                                                                              | INAUGURACIÓ / 1926 / RESTAURACIÓ / 1993 | 2001 |                                                    | Av. Tibidabo 41° 24′ 38″ N, 2° 08′ 13″ E / 41.41044°N,2.13702°E                                     | 08019/5708-1  | Carregueu una nova foto d'aquesta obra                                                                                            |
| Plaça dels Romeus de Sant Medir                                                                              | AQUESTA PLAÇA, QUE DEU EL SEU NOM A LA / INICIATIVA DE LA “COLLA NOVA DE SANT MEDIR / DE SARRIÀ” I AL SUPORT DE SOCIS I VEÏNS, FOU / INAUGURADA SENT REGIDOR EL Sr. JAUME CIURANA / I LLEVADOT / SARRIÀ 3 DE MARÇ 1998 | 1998 | marbre blanc                                       | Pl. dels Romeus de Sant Medir 41° 23′ 47″ N, 2° 07′ 33″ E / 41.39651°N,2.12582°E                    | 08019/5709-1  | Plaça dels Romeus de Sant Medir · Carregueu una nova foto d'aquesta obra                                                          |
| Pere Queraltó                                                                                                | AQUÍ VISQUÉ i TREBALLÀ / L'IL·LUSTRE SARRIANENC / PERE QUERALTÓ i NOU / 1889 - 1967 / d'esperit autodidacte i polifacètic, / fou escenògraf, artista pintor, / escultor, decorador, restaurador / d'antiguitats i singular pessebrista / Barcelona octubre 2002 | 2002 | bronze                                             | C. Major de Sarrià, 86 41° 23′ 56″ N, 2° 07′ 20″ E / 41.39884°N,2.12227°E                           | 08019/5710-1  | Pere Queraltó · Vegeu més fotos d'aquesta obra · Carregueu una nova foto d'aquesta obra                                           |
| Església de Sarrià                                                                                           | SANT VICENÇ DE SARRIÀ / 987-1987 / MIL·LENARI DE LA PARRÒQUIA / LAUS DEO | Disseny: Cluselles, signada 1987                                                                                                  | granit                                             | Pl. de Sarrià 41° 23′ 59″ N, 2° 07′ 16″ E / 41.39981°N,2.12125°E                                    | 08019/5711-1  | Església de Sarrià · Carregueu una nova foto d'aquesta obra                                                                       |
| Rafael Benet                                                                                                 | AQVÍ VISQVÉ / EL PINTOR / RAFAEL BENET / MDCCCLXXXIX - MCMLXXIX | Disseny: J. Busquets, signada 1979                                                                                                | bronze i marbre blanc                              | C. Muntaner, 258 41° 23′ 43″ N, 2° 08′ 54″ E / 41.39516°N,2.14832°E                                 | 08019/5712-1  | Rafael Benet · Carregueu una nova foto d'aquesta obra                                                                             |
| Ermita Tibidabo                                                                                              | EL 3 DE JULIO DE 1886 / SE INAUGURÓ ESTA / ERMITA, PRIMER EDIFICIO, / FUNDAMENTO Y ORIGEN / DEL TEMPLO PROFETIZADO / POR SAN JUAN BOSCO. EL 3 DE JULIOL DE 1886 S'INAUGURÀ AQUESTA / ERMITA, PRIMER EDIFICI, / BASAMENT I ORIGEN DEL / TEMPLE PROFETITZAT / PER SANT JOAN BOSCO 3 DE JULIO DE 1986 PRIMER / CENTENARIO DE LA INAUGURACIÓN | 1986 | granit negre i marbre blanc                        | Tibidabo -cim- 41° 25′ 19″ N, 2° 07′ 08″ E / 41.42206°N,2.11902°E                                   | 08019/5713-1  | Carregueu una nova foto d'aquesta obra                                                                                            |
| Centenari de l'ermita Tibidabo                                                                               | POCO DESPUES / DE LA VENIDA DE SAN JUAN BOSCO / A BARCELONA / SE LEVANTO ESTA ERMITA / JULIO DE 1886 / EN ESTE LUGAR / QUE ENTONCES ERA EL PUNTO MAS ALTO / DEL TIBIDABO. | 1986 | marbre                                             | Tibidabo -cim- 41° 25′ 15″ N, 2° 07′ 14″ E / 41.42097°N,2.12054°E                                   | 08019/5713-2  | Carregueu una nova foto d'aquesta obra                                                                                            |
| Visita de l'Alcalde de Reus                                                                                  | CALLE DE REUS / ANIVERSARIO DE LA VISITA DEL / ALCALDE DE REUS / FIESTA MAYOR 1968 | 1968 | pedra calcària                                     | C. Reus, 16 41° 24′ 20″ N, 2° 08′ 06″ E / 41.40564°N,2.1351°E                                       | 08019/5715-1  | Visita de l'Alcalde de Reus · Carregueu una nova foto d'aquesta obra                                                              |
| Camp de Sarrià RCE Espanyol                                                                                  | Ajuntament de Barcelona / Districte de Sarrià-Sant Gervasi / Aquests terrenys van acollir el camp de futbol del RCD Espanyol entre 1924 i 1997 / Parcs i Jardins | 1998 | acer corten i melamina                             | Jardins del Camp del Sarrià 41° 23′ 35″ N, 2° 08′ 02″ E / 41.39308°N,2.134°E                        | 08019/5716-1  | Camp de Sarrià RCE Espanyol · Carregueu una nova foto d'aquesta obra                                                              |
| Manuel Vázquez Montalbán                                                                                     | Manuel Vázquez Montalbán / (Barcelona, 14 de juny de 1939 - Bangkok, 18 d'octubre de 2003) / “Mas nunca se atraviesa el espejo / de la propia memoria” / (Del llibre de poemes Pero el viajero que huye) / Ajuntament de Barcelona / Districte Sarrià - Sant Gervasi | 2003 | acer inoxidable                                    | C. Reis Catòlics, 16 41° 24′ 55″ N, 2° 06′ 10″ E / 41.41523609°N,2.1028102°E                        | 08019/5717-1  | Carregueu una nova foto d'aquesta obra                                                                                            |
| C.P. Dolors Monserdà                                                                                         | C.P. DOLORS MONSERDÀ / SANTAPAU / 1992 / 6È A | 1992 | ceràmica                                           | Avinguda de Vallvidrera, 9 41° 24′ 18″ N, 2° 06′ 57″ E / 41.40497156°N,2.1159437298°E               | 08019/5718-1  | Carregueu una nova foto d'aquesta obra                                                                                            |
| 75 Volta Ciclista                                                                                            | 75 / VOLTA CICLISTA / CATALUNYA / 1911-1995 / DISTRICTE DE SARRIÀ-SANT GERVASI / AJUNTAMENT DE BARCELONA | 1995 | bronze                                             | Pl. de Sarrià, 10 41° 23′ 59″ N, 2° 07′ 18″ E / 41.3997363°N,2.12162196°E                           | 08019/5722-1  | Carregueu una nova foto d'aquesta obra                                                                                            |
| Josep Comas                                                                                                  | EN SU OBSERVATORIO DE ESTA “VILLA URANIA” / EL ASTRÓNOMO JOSÉ COMAS SOLÁ, / DESCUBRIÓ, EL 20 DE MARZO DE 1915, / EL PLANETA HISPANIA (804) / PRIMERO DE LA SERIE DE ASTROS DESCUBIERTOS POR ÉL, / QUE FUE PRIMER DIRECTOR DEL OBSERVATORIO FABRA. / (1868-1937) | 1935 | marbre blanc                                       | Via Augusta, 104 41° 24′ 05″ N, 2° 08′ 58″ E / 41.40125°N,2.14948°E                                 | 08019/5723-1  | Josep Comas · Carregueu una nova foto d'aquesta obra                                                                              |
| Felicidad Duce                                                                                               | L'any 1928 la Sra. Felicidad Duce va fundar l'Instituto Feli, / actualment l'Escuela Superior de Diseño y Moda./ La trajectòria de l'Escola i la celebració del seu 75è aniversari, / ha estat possible gràcies a l'esforç i dedicació de moltes / persones que hi ha treballat i estudiat al llarg d'aquests anys. / L'Ajuntament de Barcelona reconeix l'enorme aportació / que l'Escola considerada com un referent mundial en el món / del disseny i la innovació, ha fet a la nostra ciutat. / Barcelona, 20 de setembre de 2003 / Ajuntament de Barcelona | 2003 | llautó                                             | C. Guillem Tell, 47 41° 24′ 07″ N, 2° 08′ 52″ E / 41.40191°N,2.14791°E                              | 08019/5724-1  | Felicidad Duce · Carregueu una nova foto d'aquesta obra                                                                           |
| Ferran Casablancas                                                                                           | BARCELONA / A / FERRAN CASABLANCAS / EN EL CENTENARI DE / LA SEVA NAIXENÇA / 28 D'OCTUBRE DE 1974 | 1974 | pedra calcària                                     | Pl. Ferran Casablancas 41° 24′ 05″ N, 2° 07′ 59″ E / 41.401413°N,2.133096°E                         | 08019/5725-1  | Ferran Casablancas · Carregueu una nova foto d'aquesta obra                                                                       |
| Sant Joan Bosco                                                                                              | EN AQUESTA CASA VISQUÉ / SANT JOAN BOSCO, / FUNDADOR DELS SALESIANS, / EN LA SEVA MEMORABLE / VISITA A BARCELONA / L'ANY 1889 / 8 - IV - 1986 | 1986 | marbre blanc                                       | C. Vergós, 3 41° 23′ 45″ N, 2° 07′ 34″ E / 41.39571°N,2.1262°E                                      | 08019/5726-1  | Sant Joan Bosco · Carregueu una nova foto d'aquesta obra                                                                          |
| Itinerari poètic. Alfonsina Storni                                                                           | Vamos hacia los árboles... el sueño / se hará en nosotros por virtud celeste. / Vamos hacia los árboles; la noche / nos será blanda, la tristeza leve. Vamos hacia los árboles, el alma / adormecida de perfume agreste. Pero calla, no hables, sé piadoso; / no despiertes los pájaros que duermen. Alfonsina Storni | Arquitecta: Patrizia Falcone Poema d'Alfonsina Storni 2001                                                                        | melamina i ferro                                   | Jardins del Turó Parc 41° 23′ 41″ N, 2° 08′ 25″ E / 41.394782°N,2.14019358°E                        | 08019/5729-1  | Itinerari poètic. Alfonsina Storni · Vegeu més fotos d'aquesta obra · Carregueu una nova foto d'aquesta obra                      |
| Itinerari poètic. Cesare Pavese                                                                              | Sempre vens de la mar / i ens tens la veu ronca, / sempre aquells ulls secrets / d'aigua viva entre bardisses / i tens baix el front, com / un cel de boira baixa. / Una i altra vegada / revius com una cosa antiga / i salvatge que el cor / coneix i aferra encara. Cesare Pavese: Fragment del poema "La terra i la mort" | Arquitecta: Patrizia Falcone Poema de Cesare Pavese 2001                                                                          | melamina i ferro                                   | Jardins del Turó Parc                                                                               | 08019/5729-2  | Carregueu una nova foto d'aquesta obra                                                                                            |
| Itinerari poètic. Dylan Thomas                                                                               | La fuerza que por el verde tallo impulsa la flor / impulsa mis verdes años; la que agosta la raíz del árbol / es la que me destruye. / Y yo estoy mudo para decirle a la rosa doblada / que dobla mi juventud la misma invernal fiebre. Dylan Thomas | Arquitecta: Patrizia Falcone Poema de Dylan Thomas 2001                                                                           | melamina i ferro                                   | Jardins del Turó Parc 41° 23′ 41″ N, 2° 08′ 25″ E / 41.39476261°N,2.140375°E                        | 08019/5729-3  | Itinerari poètic. Dylan Thomas · Vegeu més fotos d'aquesta obra · Carregueu una nova foto d'aquesta obra                          |
| Itinerari poètic. Federico García Lorca                                                                      | La tierra se muerde la cola / para unir las raices en un punto / y el ovillo busca por la gama / su áurea longitud insatisfecha. F. García Lorca | Arquitecta: Patrizia Falcone Poema de Federico García Lorca 2001                                                                  | melamina i ferro                                   | Jardins del Turó Parc 41° 23′ 40″ N, 2° 08′ 27″ E / 41.394505°N,2.140805125°E                       | 08019/5729-4  | Itinerari poètic. Federico García Lorca · Vegeu més fotos d'aquesta obra · Carregueu una nova foto d'aquesta obra                 |
| Itinerari poètic. Fernando Pessoa                                                                            | Per aquests boscos, abans de nosaltres / passava el vent, quan hi havia vent; / no es movien les fulles /altrament que no avui. / Tots passem i ens belluguem endebades. No fem pas més renou en l'existència / que les fulles dels arbres / o ales passes del vent. F. Pessoa. Fragment del poema "Odes de Ricardo Reis" | Arquitecta: Patrizia Falcone Poema de Fernando Pessoa 2001                                                                        | melamina i ferro                                   | Jardins del Turó Parc 41° 23′ 41″ N, 2° 08′ 24″ E / 41.394855°N,2.140113°E                          | 08019/5729-5  | Itinerari poètic. Fernando Pessoa · Vegeu més fotos d'aquesta obra · Carregueu una nova foto d'aquesta obra                       |
| Itinerari poètic. Joan Vinyoli                                                                               | Sóc un arbre retort / dessota les estrelles / amenaçat de mort / --com tots. Sóc l'herba que treu lluc / després de la sequera / quanta rosada bec / --com tots. Sóc l'ocell de l'hivern / que va tornant-se volva / de llum cap a dissoldre's / --com tots. Tot viu i mor en el poema. Joan Vinyoli | Arquitecta: Patrizia Falcone Poema de Joan Vinyoli 2001                                                                           | melamina i ferro                                   | Jardins del Turó Parc 41° 23′ 40″ N, 2° 08′ 26″ E / 41.394472°N,2.1406710°E                         | 08019/5729-6  | Itinerari poètic. Joan Vinyoli · Vegeu més fotos d'aquesta obra · Carregueu una nova foto d'aquesta obra                          |
| Itinerari poètic. Narcís Comadira                                                                            | La fe no em justifica, / perquè és teva: / tu creus en mí, per tal que llevi fruit / i jo m'entesto en les ombres del buit / fuller de la feblesa, tota meva. I així el meu arbre creix dins de la vida, / perdut en el brancatge i les arrels; / cobejo flors, miratge d'altres cels, fràgil com la figuera maleïda. Vindrà la mort, ho sé, com la tempesta / inesperada en una nit d'estiu: vent que arrossega i foll llampeguejar. Sense vestit per poder entrar a la festa, / buides les mans d'amor, duré, furtiu, / la meva llenya que no sap cremar. Narcís Comadira | Arquitecta: Patrizia Falcone Poema de Narcís Comadira 2001                                                                        | melamina i ferro                                   | Jardins del Turó Parc 41° 23′ 41″ N, 2° 08′ 28″ E / 41.39476°N,2.1410089°E                          | 08019/5729-7  | Itinerari poètic. Narcís Comadira · Vegeu més fotos d'aquesta obra · Carregueu una nova foto d'aquesta obra                       |
| Itinerari poètic. Salvador Espriu                                                                            | Sota la pluja / arbres, camí, silenci, / vides llunyanes. / Sense recança miro / com el meu pas s'esborra. Salvador Espriu | Arquitecta: Patrizia Falcone Poema de Salvador Espriu 2001                                                                        | melamina i ferro                                   | Jardins del Turó Parc 41° 23′ 40″ N, 2° 08′ 30″ E / 41.394529°N,2.141572°E                          | 08019/5729-8  | Itinerari poètic. Salvador Espriu · Vegeu més fotos d'aquesta obra · Carregueu una nova foto d'aquesta obra                       |
| Itinerari poètic. Sylvia Plath                                                                               | L'urpa / de la magnòlia, / embriaga del seu mateix perfum / no demana res a la vida. Sylvia Plath | Arquitecta: Patrizia Falcone Poema de Sylvia Plath 2001                                                                           | melamina i ferro                                   | Jardins del Turó Parc 41° 23′ 42″ N, 2° 08′ 27″ E / 41.395020°N,2.1408319°E                         | 08019/5729-9  | Itinerari poètic. Sylvia Plath · Vegeu més fotos d'aquesta obra · Carregueu una nova foto d'aquesta obra                          |
| Itinerari poètic. Walt Whitman                                                                               | Jo crec que un bri d'herba no és menys que la / jornada de les estrelles. / I que la formiga, un gra de sorra o l'ou d'un reietó són / igualment perfectes, i que el gripau és una obra mestra per a l'Omnipotent, / i que l'esbarzerola que cau podria adornar les sales del cel (...) Walt Whitman. Fragment del poema “Cant de mi mateix” | Arquitecta: Patrizia Falcone Poema de Walt Whitman 2001                                                                           | melamina i ferro                                   | Jardins del Turó Parc 41° 23′ 43″ N, 2° 08′ 26″ E / 41.39528°N,2.1405100°E                          | 08019/5729-10 | Itinerari poètic. Walt Whitman · Vegeu més fotos d'aquesta obra · Carregueu una nova foto d'aquesta obra                          |
| Homenatge al poeta Joan Brossa                                                                               | IN HONOREM IOANNIS BROSSA POETAE ET FABRI BARCINONE A.D. MM COL·LEGI D'APARELLADORS | 2000 |                                                    | C. Bon Pastor, 5 41° 23′ 40″ N, 2° 09′ 00″ E / 41.39458°N,2.149978°E                                | 08019/5730-1  | Homenatge al poeta Joan Brossa · Vegeu més fotos d'aquesta obra · Carregueu una nova foto d'aquesta obra                          |
| Renovació Funicular de Vallvidrera                                                                           | El M. Hble. Sr. Jordi Pujol / President de la Generalitat de Catalunya / va inaugurar la renovació / del funicular de Vallvidrera / el dia 11 de maig de 1998 | 1988 |                                                    | Funicular de Vallvidrera -interior- 41° 24′ 51″ N, 2° 06′ 22″ E / 41.414132°N,2.1060946°E           | 08019/5732-1  | Renovació Funicular de Vallvidrera · Carregueu una nova foto d'aquesta obra                                                       |
| Centenari del Funicular de Vallvidrera                                                                       | FGC / En commemoració / del centenari de la inauguració / del Funicular de Vallvidrera / 1906 - 2006 / 24 d'octubre de 2006 | 2006 |                                                    | Estació Funicular de Vallvidrera -interior- 41° 24′ 51″ N, 2° 06′ 22″ E / 41.4141065°N,2.1060678°E  | 08019/5733-1  | Centenari del Funicular de Vallvidrera · Carregueu una nova foto d'aquesta obra                                                   |
| Joaquim Mir                                                                                                  | 1873 - 1920 / CASA DONDE FALLECIÓ / EL GRAN PINTOR / JOAQUIN MIR TRINXET / OFRENDA DE LA REVISTA / “El Centenario” / 1952 | 1952 | marbre i bronze                                    | C. Gran de Gràcia, 117 41° 24′ 06″ N, 2° 09′ 12″ E / 41.40156°N,2.15338°E                           | 08019/6701-1  | Joaquim Mir · Carregueu una nova foto d'aquesta obra                                                                              |
| Salvador Espriu                                                                                              | EN AQUESTA CASA / VISQUÉ EL POETA SALVADOR ESPRIU / I CASTELLÓ / 1913 - 1985 / SVBIRACHS 1990 | Escultor: Josep Maria Subirachs 1990                                                                                              | travertí                                           | Pg. de Gràcia, 118 41° 23′ 51″ N, 2° 09′ 32″ E / 41.39737°N,2.159°E                                 | 08019/6702-1  | Salvador Espriu · Carregueu una nova foto d'aquesta obra                                                                          |
| Doctor Comas i Llaberia                                                                                      | | 1996 |                                                    | Jardí Comas i Llaberia 41° 24′ 59″ N, 2° 08′ 31″ E / 41.4165059°N,2.142038°E                        | 08019/6703-1  | Carregueu una nova foto d'aquesta obra                                                                                            |
| Manuel Blancafort                                                                                            | Jardins / MANUEL BLANCAFORT / LA GARRIGA, VALLÈS ORIENTAL 1897 - BARCELONA 1987 / COMPOSITOR | Disseny: Enric Pericas 1998 | acer inoxidable                                    | Jardins de Manuel Blancafort 41° 24′ 42″ N, 2° 08′ 41″ E / 41.41155°N,2.14465°E                     | 08019/6705-1  | Manuel Blancafort · Carregueu una nova foto d'aquesta obra                                                                        |
| Josep Barrillon                                                                                              | El 14 de març de 1898 nasqué en aquest lloc / JOSEP BARRILLON I PARADELL / Il·lustre Gracienc editor de / “CRONICA DE GRACIA” / Ajuntament de Barcelona - taller d'Història GRÀCIA | 1998 | marbre                                             | C. Gran de Gràcia, 32 41° 23′ 55″ N, 2° 09′ 25″ E / 41.39869°N,2.15698°E                            | 08019/6706-1  | Josep Barrillon · Vegeu més fotos d'aquesta obra · Carregueu una nova foto d'aquesta obra                                         |
| Germanes Raventós                                                                                            | En aquesta casa van viure les germanes / Antònia i Montserrat Raventós i Ventura / 1895-1984 / 1898-1974 / Creadores de la punta de Barcelona i fundadores de l'Escola de Puntaires de Barcelona / 4 de juny 2000 / XIII Diada de la Puntaire / Ajuntament de Barcelona | Disseny: Serveis Tècnics de l'Ajuntament de Barcelona 2000                                                                        | acer inoxidable                                    | Pg. de Sant Joan, 155 41° 24′ 08″ N, 2° 09′ 56″ E / 41.40209°N,2.16568°E                            | 08019/6707-1  | Germanes Raventós · Carregueu una nova foto d'aquesta obra                                                                        |
| Jaume Alsina                                                                                                 | A MN. JAUME ALSINA I PI / 1813 - 1883 / QUE FUNDÀ ELS / LLUÏSOS DE GRÀCIA / EL 12 DE SETEMBRE DE L'ANY / 1855 / BARCELONA, 12 DE SETEMBRE DEL 1980 / 125È ANIVERSARI | Ceràmica: Paulí, signada 1980 | ceràmica                                           | Pl. del Nord, 7-10 41° 24′ 26″ N, 2° 09′ 20″ E / 41.40727°N,2.15558°E                               | 08019/6710-1  | Jaume Alsina · Carregueu una nova foto d'aquesta obra                                                                             |
| Castellers de Gràcia. Diada de la Colla                                                                      | EL XXIII DE NOVEMBRE DE 1997 / ELS Castellers de la Vila de GràciaCASTELLERS DE / LA VILA DE GRÀCIA / VAN CELEBRAR LA SEVA / Iª DIADA DE LA COLLA / SOM-HI NANOS!!! | Ceràmica: Sot, signada 1997 | ceràmica                                           | Pl. Rius i Taulet, 3 41° 24′ 00″ N, 2° 09′ 28″ E / 41.39992°N,2.15772°E                             | 08019/6711-1  | Castellers de Gràcia. Diada de la Colla · Carregueu una nova foto d'aquesta obra                                                  |
| Isaac Albéniz                                                                                                | GRACIA / AL / MTRO. ISAAC ALBENIZ / EN EL CENTENARIO DE SU NACIMIENTO / 15 AGOSTO 1960 | 1960 | pedra calcària                                     | C. Gran de Gràcia, 101 41° 24′ 04″ N, 2° 09′ 14″ E / 41.40102°N,2.15402°E                           | 08019/6715-1  | Isaac Albéniz · Carregueu una nova foto d'aquesta obra                                                                            |
| Josep Vidal                                                                                                  | LAS COLLAS DE SAN MEDIN / A SU FUNDADOR / JOSE VIDAL GRANES / CASA DONDE MORO Y FALLECIO. 1856. / 3 MARZO 1957 | 1957 | marbre                                             | C. Gran de Gràcia, 109 41° 24′ 05″ N, 2° 09′ 13″ E / 41.40128°N,2.15371°E                           | 08019/6716-1  | Josep Vidal · Carregueu una nova foto d'aquesta obra                                                                              |
| Félix Martí Ibáñez                                                                                           | EN EL Nº 15 DEL CARRER BENET MERCADER / TINGUE EL SEU CONSULTORI / EL METGE, SEXÒLEG, HISTORIADOR / DE LA MEDICINA I PENSADOR LLIBERTARI / FÉLIX MARTÍ IBÁÑEZ / (Cartagena 1911 - Nova York 1972) / BARCELONA, MARÇ DE 2003 / Taller d'Història GRACIA / AJUNTAMENT DE BARCELONA | 2003 | marbre blanc                                       | C. Benet Mercadé, 15 41° 24′ 01″ N, 2° 09′ 09″ E / 41.40026°N,2.15262°E                             | 08019/6717-1  | Félix Martí Ibáñez · Carregueu una nova foto d'aquesta obra                                                                       |
| Farmàcia Guerra                                                                                              | Testimoniatge d'agraïment a la / Farmacia Guerra / pels cents anys de treball i / d'esforç dedicat al comerç / Any 2002 / Ajuntament de Barcelona / Districte de Gràcia | 2002 | bronze                                             | C. Gran de Gràcia, 166 41° 24′ 09″ N, 2° 09′ 10″ E / 41.40243°N,2.1528°E                            | 08019/6718-1  | Farmàcia Guerra · Carregueu una nova foto d'aquesta obra                                                                          |
| Gato Pérez                                                                                                   | 21 agost 1996/ En memòria de Gato Pérez / Per la teva estimació al barri / i als gitans de Gràcia. / “Gitanos y morenos son los ases del compás... / ...Ahora vengo yo con sabor aunque no sea moreno.”/ Unió Gitana de Gràcia | 1996 | ceràmica                                           | Pl. del Poble Romaní 41° 24′ 07″ N, 2° 09′ 39″ E / 41.40188°N,2.16093°E                             | 08019/6719-1  | Gato Pérez · Carregueu una nova foto d'aquesta obra                                                                               |
| Francesc Puigmartí                                                                                           | Gràcia al Sr. Francesc Puigmartí / i Caparà que va instal.lar el 1839 / la fàbrica textil amb el nom de / “Vapor Nou.” / Agost 1998 | 1998 | acer esmaltat                                      | Pl. del Poble Romaní 41° 24′ 07″ N, 2° 09′ 39″ E / 41.40188°N,2.16093°E                             | 08019/6720-1  | Francesc Puigmartí · Carregueu una nova foto d'aquesta obra                                                                       |
| Joaquim Blume                                                                                                | GRACIA / AL GIMNASTA / JOAQUIN BLUME CARRERAS / 21. VI. 1933 - + 29. IV. 1959 / 15 AGOSTO 1960 | 1960 | pedra calcària                                     | C. Santa Creu, 1 41° 24′ 18″ N, 2° 09′ 25″ E / 41.4051°N,2.15682°E                                  | 08019/6721-1  | Joaquim Blume · Carregueu una nova foto d'aquesta obra                                                                            |
| Castellers                                                                                                   | En aquest carrer / la Colla dels Xiquets de Valls, / la Colla Joves Xiquets de Valls / i la Colla dels Castellers de Barcelona / han aixecat els seus castells./ Gràcia 7 de juliol 1996 | Ceràmica: A.J., signada 1996 | ceràmica                                           | Xiquets de Valls, 1 41° 24′ 04″ N, 2° 09′ 26″ E / 41.40099°N,2.15709°E                              | 08019/6722-1  | Castellers · Carregueu una nova foto d'aquesta obra                                                                               |
| Miquel Brasó                                                                                                 | En aquesta casa visqué / MIQUEL BRASÓ I VAQUÉS / Historiador de Gràcia, / Arqueòleg i dibuixant / (1904 - 1974) / Ajuntament de Barcelona / Taller d'Història GRACIA / Novembre 1999 | 1999 | marbre blanc                                       | C. Verdi, 17 41° 24′ 12″ N, 2° 09′ 26″ E / 41.40345°N,2.15724°E                                     | 08019/6723-1  | Miquel Brasó · Carregueu una nova foto d'aquesta obra                                                                             |
| Campanar de Gràcia                                                                                           | SE CONSTRUYÓ EN EL AÑO 1864 SIENDO ALCALDE / D. JOSÉ BALASCH Y SOLÁ. / FUE DETERIORADA A CAUSA DE LA SUBLEVACIÓN / CONTRA LAS QUINTAS EN ABRIL DE 1870 / Y RESTAURADA EN EL AÑO 1882, SIENDO ALCALDE / D. FÉLIX MARTÍ Y URPÍ CAMPANAR DE GRACIA / 1864 / ARQUITECTE / ANTONI ROVIRA I TRIAS / (1816-1889) | 1882 | estuc i granit                                     | Pl. Rius i Taulet 41° 24′ 01″ N, 2° 09′ 28″ E / 41.4002°N,2.15764°E                                 | 08019/6725-2  | Campanar de Gràcia · Carregueu una nova foto d'aquesta obra                                                                       |
| Josep Joan i Gironès                                                                                         | En aquesta casa nasqué / el 28 d'agost de 1904 / JOSEP JOAN I GIRONÈS, / el “crack” de Gràcia, / ídol del pugilisme català, / que morí exiliat a Mèxic / el 8 de febrer de 1982 / Ajuntament de Barcelona / Taller d'Història GRACIA | 1990 | marbre blanc                                       | C. Llibertat, 29 41° 24′ 00″ N, 2° 09′ 42″ E / 41.40011°N,2.16174°E                                 | 08019/6726-1  | Josep Joan i Gironès · Carregueu una nova foto d'aquesta obra                                                                     |
| Ricard Giralt Miracle                                                                                        | En aquesta casa / va néixer i viure / el dissenyador, tipògraf i editor / RICARD GIRALT MIRACLE / (1991 - 1994) / Barcelona, GENER de 2001 / Taller d'Història GRACIA - Ajuntament de Barcelona | 2001 | marbre blanc                                       | C. Penedès, 9 41° 24′ 03″ N, 2° 09′ 29″ E / 41.40095°N,2.15817°E                                    | 08019/6727-1  | Ricard Giralt Miracle · Carregueu una nova foto d'aquesta obra                                                                    |
| Rubén Darío                                                                                                  | EN ESTA CASA VIVIO EN 1914 / EL INSIGNE POETA NICARAGÜENSE / RUBEN DARIO / BARCELONA RINDE HOMENAJE / A SU MEMORIA EN EL / CENTENARIO DE SU NACIMIENTO / ENERO DE 1967 | 1967 | pedra calcària                                     | C. Ticià, 16 41° 25′ 00″ N, 2° 08′ 21″ E / 41.41667°N,2.1391°E                                      | 08019/6728-1  | Rubén Darío · Carregueu una nova foto d'aquesta obra                                                                              |
| John Lennon                                                                                                  | Ajuntament de Barcelona / Districte de Gràcia / 1993 / DONEU UNA OPORTUNITAT / A LA PAU / JOHN LENNON | Disseny: Jaume Graells 1993 | bronze                                             | Pl. John Lennon 41° 24′ 10″ N, 2° 09′ 41″ E / 41.40282°N,2.16129°E                                  | 08019/6729-1  | John Lennon · Carregueu una nova foto d'aquesta obra                                                                              |
| Castellers de Gràcia. 4 de 8                                                                                 | El 17 d'agost del 2003 / Els Castellers de la Vila / de Gràcia varen des- / carregar el seu primer / 4 de 8 en aquesta plaça | 2003 | ceràmica                                           | Pl. Rius i Taulet, 1 41° 24′ 00″ N, 2° 09′ 28″ E / 41.39992°N,2.15772°E                             | 08019/6730-1  | Castellers de Gràcia. 4 de 8 · Carregueu una nova foto d'aquesta obra                                                             |
| Castellers de Gràcia. Torre de 8 amb folre                                                                   | En aquesta plaça, / el dia 9 de juliol de 1995, / els castellers de Barcelona / varen carregar per primera / vegada en la seva història, la torre de vuit amb folre. / Gràcia 7 de juliol de 1996 | 1996 | ceràmica                                           | Pl. Rius i Taulet, 1 41° 24′ 00″ N, 2° 09′ 28″ E / 41.39992°N,2.15772°E                             | 08019/6731-1  | Castellers de Gràcia. Torre de 8 amb folre · Carregueu una nova foto d'aquesta obra                                               |
| Antonio González "El Pescadilla"                                                                             | "Al numero 8 del Carrer Fraternitat,/ a l'any 1925, va néixer / ANTONIO GONZÁLEZ / “EL PESCADILLA”, / creador de la Rumba Catalana" / Barcelona, novembre 2003 | 2003 | marbre blanc                                       | C. Fraternitat, 1 41° 24′ 00″ N, 2° 09′ 41″ E / 41.39989°N,2.16139°E                                | 08019/6732-1  | Antonio González "El Pescadilla" · Carregueu una nova foto d'aquesta obra                                                         |
| Unió Gracienca                                                                                               | En aquesta casa es va fundar, / l'any 1901, la colla de Sant Medir / "Unió Gracienca" / Ajuntament de Barcelona - Barcelona febrer de 2001 | 2001 | marbre                                             | C. Torrent de l'Olla, 15 41° 23′ 56″ N, 2° 09′ 38″ E / 41.399015°N,2.160669°E                       | 08019/6733-1  | Unió Gracienca · Carregueu una nova foto d'aquesta obra                                                                           |
| Casa de València                                                                                             | CARRER / CORSEGA. 335 / EDIFICI DEL / ANY 1885 CASA / VALENCIA / A BARCELONA / DES DE 1927 | c 1981 | granit                                             | C. Còrsega, 335 41° 23′ 52″ N, 2° 09′ 38″ E / 41.39767°N,2.16065°E                                  | 08019/6734-1  | Casa de València · Carregueu una nova foto d'aquesta obra                                                                         |
| Labarta Pose                                                                                                 | 1863 - 1925 / GRACIA GLORIFICA / AL POETA POPULAR DE GALICIA / LABARTA POSE / GRACIA (BARCELONA) 1951 | 1951 | marbre                                             | C. Robí, 33 41° 24′ 21″ N, 2° 09′ 25″ E / 41.405759°N,2.15690910°E                                  | 08019/6735-1  | Labarta Pose · Carregueu una nova foto d'aquesta obra                                                                             |
| El Centre Moral                                                                                              | CENTRE MORAL / INSTRUCTIU DE GRÀCIA / "El Centre" / 18 desembre 1904 - 18 desembre 2004 / Obra de Francesc Berenguer i Mestres / Ajuntament de Barcelona | 2004 | bronze                                             | C. Ros de Olano, 9 41° 24′ 04″ N, 2° 09′ 17″ E / 41.401107°N,2.1547365°E                            | 08019/6736-1  | El Centre Moral · Carregueu una nova foto d'aquesta obra                                                                          |
| Gato Pérez                                                                                                   | PLAÇA DEL GATO PÉREZ / A GATO PÉREZ / UNIÓ GITANA DE GRÀCIA / MAIG 1998 | 1998 | acer corten                                        | Pl. Gato Pérez, 12 41° 24′ 03″ N, 2° 09′ 42″ E / 41.400746°N,2.1615439°E                            | 08019/6737-1  | Gato Pérez · Carregueu una nova foto d'aquesta obra                                                                               |
| Montserrat Caballé                                                                                           | En aquesta casa va néixer / el dia 12 d'abril de 1933 / MONTSERRAT CABALLÉ I FOLCH / Soprano de prestigi internacional | c 2003 | marbre                                             | C. Igualada, 20 41° 24′ 06″ N, 2° 09′ 47″ E / 41.4018°N,2.16313°E                                   | 08019/6738-1  | Montserrat Caballé · Carregueu una nova foto d'aquesta obra                                                                       |
| Felip Capdevila                                                                                              | BARCELONA / A / FELIP CAPDEVILA i ROVIRA / HISTORIADOR DE LA VILA D'HORTA / 1909 - 1980 | 1980 | granit rosa                                        | C. Canigó, 31                                                                                       | 08019/7702-1  | Carregueu una nova foto d'aquesta obra                                                                                            |
| 25 anys de la Font Castellana                                                                                | CGV [Cooperativa Graciense de Viviendas] / 25 anys / 1971-1996 / Font Castellana | Ceràmica: A. Ibáñez, signada 1996                                                                                                 | ceràmica i ferro                                   | C. Francesc Alegre, 7 41° 24′ 56″ N, 2° 09′ 59″ E / 41.4156807°N,2.1663129°E                        | 08019/7703-1  | 25 anys de la Font Castellana · Modifica el valor a Wikidata · Carregueu una nova foto d'aquesta obra                             |
| Camí de la Llegua                                                                                            | Camí de la Llegua. Antiga via rural del Baix Guinardó / 2011 | Disseny: Judith Masana 2011 | acer corten                                        | Ronda del Guinardó, 37-49 41° 24′ 46″ N, 2° 09′ 59″ E / 41.41268°N,2.16646°E                        | 08019/7705-1  | Camí de la Llegua · Carregueu una nova foto d'aquesta obra                                                                        |
| Joaquim Puig i Pidemunt                                                                                      | CARRER / JOAQUIM / PUIG PIDEMUNT / dirigent del p.s.u.c. / director de "treball" / afusellat pel franquisme / el 17 de febrer / febrer 1989 | 1989 | granit negre                                       | C. Joaquim Puig i Pidemunt, 1 41° 26′ 40″ N, 2° 10′ 23″ E / 41.44458°N,2.17317°E                    | 08019/8706-1  | Joaquim Puig i Pidemunt · Carregueu una nova foto d'aquesta obra                                                                  |
| 10 aniversari Escola Rusiñol                                                                                 | ESCOLA PÚBLICA / SANTIAGO RUSIÑOL / 1979-80 1989-90 / 10è ANIVERSARI / MAIG 1990 | 1990 | pedra sorrenca                                     | Pg. de Valldaura, 249 41° 26′ 22″ N, 2° 10′ 51″ E / 41.43932°N,2.18079°E                            | 08019/8707-2  | Carregueu una nova foto d'aquesta obra                                                                                            |
| 25è aniversari de l'Escola Rusiñol                                                                           | 25 Anys fent Escola / CEIP / Santiago Rusiñol / 1979-1980 2004-2005 | 2005 | metacrilat                                         | Pg. de Valldaura, 249 41° 26′ 22″ N, 2° 10′ 51″ E / 41.43932°N,2.18079°E                            | 08019/8707-3  | Carregueu una nova foto d'aquesta obra                                                                                            |
| Mares de la Plaza de Mayo                                                                                    | PLA MADRES DE / PLAZA DE MAYO / Moviment de dones argentines / creat el 1976 en defensa dels / drets humans / 10-3-1990 | 1990 | bronze                                             | Pla de les Mares de la Plaza de Mayo 41° 26′ 07″ N, 2° 10′ 20″ E / 41.43538°N,2.17226°E             | 08019/8708-1  | Mares de la Plaza de Mayo · Carregueu una nova foto d'aquesta obra                                                                |
| Comissió de Solidaritat amb familiars de presoners polítics i desapareguts a l'Argentina, Mai més dictadures | MAI MÉS DICTADURES / MAI MÉS DEMOCRÀCIES CAPTIVES / MAI MÉS DESAPAREGUTS / CO SO FAM comisión de solidaridad con familiares / de presos políticos y desaparecidos en argentina | 1990 | bronze                                             | Pla de les Mares de la Plaza de Mayo 41° 26′ 07″ N, 2° 10′ 20″ E / 41.43536°N,2.17227°E             | 08019/8708-2  | Comissió de Solidaritat amb familiars de presoners polítics i desapareguts a l'Argentina · Carregueu una nova foto d'aquesta obra |
| Josep Lluís Facerias                                                                                         | JOSEP LLUÍS FACERIAS / MILITANT LLIBERTARI / MORT EN AQUEST LLOC EN UNA EMBOSCADA / DE LES FORCES DE LA DICTADURA / EL 30 D'AGOST DE 1957 / A LES 10.45 DEL MATÍ | 2004 | bronze                                             | Pla de les Mares de la Plaza de Mayo 41° 26′ 07″ N, 2° 10′ 20″ E / 41.4354°N,2.17221°E              | 08019/8709-1  | Josep Lluís Facerias · Carregueu una nova foto d'aquesta obra                                                                     |
| CAP de Roquetes                                                                                              | FA 20 ANYS / VAM COMENÇAR / PER LA SALUT / A TREBALLAR, / DE CANTERA / A GAREGLIANO, / UN LLARG CAMÍ / HEM FET JA. / 1984-2004 / L. Ferret, 2004 / LA SALUT ES VIDA | Autor: L. Ferret 2004 | ceràmica                                           | C. Garigliano, 23 41° 26′ 46″ N, 2° 10′ 25″ E / 41.446143°N,2.173748016°E                           | 08019/8710-1  | CAP de Roquetes · Carregueu una nova foto d'aquesta obra                                                                          |
| Antaviana | PASSATGE D'ANTAVIANA / PARAULA INVENTADA / (D'UN CONTE DE / PERE CALDERS) | 2002 | marbre                                             | Passatge d'Antaviana 41° 26′ 54″ N, 2° 10′ 40″ E / 41.44836°N,2.1777927°E                           | 08019/8719-1  | Antaviana · Carregueu una nova foto d'aquesta obra                                                                                |
| Ramon Aldrufeu                                                                                               | A la memória d'en / Ramón Aldrufeu (L'avi) / per tota una vida / d'amor i treball pel / SESE Districte de / Nou Barris | c 1997 | metacril·lat                                       | C. Joan Alcover, 6 41° 25′ 47″ N, 2° 10′ 27″ E / 41.4297157°N,2.1740913°E                           | 08019/8720-1  | Carregueu una nova foto d'aquesta obra                                                                                            |
| Sant Andreu a Joan Miró                                                                                      | SANT ANDREU / A / JOAN MIRÓ / 1883 - 1993 | 1993 | pedra calcària                                     | Pl. Comerç 41° 26′ 08″ N, 2° 11′ 24″ E / 41.43555°N,2.18994°E                                       | 08019/9710-1  | Sant Andreu a Joan Miró · Carregueu una nova foto d'aquesta obra                                                                  |
| Ramon Batlle i Ribas                                                                                         | RAMON BATLLE I RIBAS / 1837 - 1906 / GRAN MESTRE DE TEIXITS. / INVENTÀ LA TEORIA BASADA EN LO PUNT / DE CREUAMENT. FORMÀ LO PRIMER / PERSONAL TECNICH D'AQUESTA INDUSTRIA / FENT VIABLE SA TRANSFORMACIÒ MECÀNICA | 1915 | fundició de plom                                   | C. Ramon Batlle, 2 41° 25′ 55″ N, 2° 11′ 22″ E / 41.43189°N,2.18946°E                               | 08019/9711-1  | Ramon Batlle i Ribas · Carregueu una nova foto d'aquesta obra                                                                     |
| Germans Fabra i Puig                                                                                         | AL EXCMO. SR. D. FERNANDO FABRA Y PUIG / MARQUÉS DE ALELLA / Y A SU HERMANO D. ROMÁN, / DIRECTORES DE LA “CIA. A. HILATURAS FABRA Y COATS”, / DEDICAN LOS OBREROS DE LAS FÁBRICAS DE DICHA CIA. / EN RECUERDO COMO TESTIMONIO DE AGRADECIMIENTO. / ENERO DE 1919 / ANIMADOS DEL MAYOR ENTUSIASMO / RATIFICAN ESTA PRUEBA DE AFECTO EN EL / AÑO DE LA VICTORIA. | 1919, 1939 | bronze                                             | Rambla de Fabra i Puig, 2 41° 25′ 49″ N, 2° 11′ 22″ E / 41.43024°N,2.18956°E                        | 08019/9712-1  | Germans Fabra i Puig · Carregueu una nova foto d'aquesta obra                                                                     |
| Ignasi Iglésias                                                                                              | EL DIA XIX D'AGOST / DE L'ANY MDCCCLXXI / NASQUÉ EN AQUESTA CASA / IGNASI IGLESIAS / POETA DEL POBLE | 1930 | lletres de bronze sobre marbre blanc               | C. Ignasi Iglésias, 37 41° 26′ 01″ N, 2° 11′ 17″ E / 41.4336°N,2.18804°E                            | 08019/9713-1  | Ignasi Iglésias · Carregueu una nova foto d'aquesta obra                                                                          |
| Ignasi Iglésias                                                                                              | IGNASI IGLESIAS / MEDALLA D'OR DE / SANT ANDREU / A TITOL POSTUM / FESTES DE 1974 | 1974 | pedra sorrenca                                     | C. Ignasi Iglésias, 37 41° 26′ 01″ N, 2° 11′ 17″ E / 41.4336°N,2.18804°E                            | 08019/9714-1  | Ignasi Iglésias · Carregueu una nova foto d'aquesta obra                                                                          |
| Albert Badia                                                                                                 | ALBERT BADIA I MUR / METAL·LURGIC / 1919 - 1971 / LLUITADOR PER LA LLIBERTAT | 1991 | marbre blanc                                       | Pl. Albert Badia 41° 25′ 40″ N, 2° 11′ 37″ E / 41.42789°N,2.19353°E                                 | 08019/9715-1  | Albert Badia · Carregueu una nova foto d'aquesta obra                                                                             |
| Jardins de la Casa Bloc                                                                                      | ELS JARDINS DE LA CASA BLOC TESTIMONIEN / EL RECONEIXEMENT A TOTS ELS QUE FEREN / POSSIBLE LA CONSTRUCIÓ D'AQUESTS / HABITATGES POPULARS I ESPECIALMENT AL / GATCPAC | 1995 | xapa d'acer pintada                                | Jardins de la Casa Bloc 41° 26′ 29″ N, 2° 11′ 24″ E / 41.441270°N,2.1899431°E                       | 08019/9716-1  | Jardins de la Casa Bloc · Carregueu una nova foto d'aquesta obra                                                                  |
| Concurs guarniment de carrers                                                                                | El Poble de Sant Andreu de Palomar / atorga el / II PREMI / Del I Concurs De Carrers Guarnits / Al Carrer SANTPONÇ / Festa Major 1985 | 1985 | ceràmica                                           | C. Doctor Samponç, 2 41° 25′ 53″ N, 2° 11′ 22″ E / 41.43142°N,2.18951°E                             | 08019/9718-1  | Concurs guarniment de carrers · Carregueu una nova foto d'aquesta obra                                                            |
| Als obrers de Pegaso                                                                                         | 1951 - 1975 / A LA MEMÒRIA DE TOTS AQUELLS / TREBALLADORS DE PEGASO QUE / VAN SER CAPDEVANTERS EN / LA LLUITA PER LES LLIBERTATS / I BENESTAR DELS OBRERS / 8 DE NOVEMBRE DE 1986 | 1986 | pedra calcària                                     | Parc de la Pegaso 41° 25′ 38″ N, 2° 11′ 25″ E / 41.427262°N,2.19028115°E                            | 08019/9719-1  | Als obrers de Pegaso · Carregueu una nova foto d'aquesta obra                                                                     |
| Aniversari Pegaso                                                                                            | Pegaso - IVECO / 1946-1996 / 50 ANIVERSARIO DEL NACIMIENTO DE PEGASO / OCTUBRE 1996 / IVECO | 1996 | bronze                                             | Parc de la Pegaso 41° 25′ 38″ N, 2° 11′ 25″ E / 41.4273169°N,2.19028115°E                           | 08019/9719-2  | Aniversari Pegaso · Carregueu una nova foto d'aquesta obra                                                                        |
| ENASA | En aquests terrenys hi havia / l'antiga factoria d'ENASA (Empresa Nacional / de Autocamiones, Sociedad Anónima), / que tenia com a emblema aquest / Pegaso - cavall alat. La seva / reproducció en el paviment del parc / vol ser un element recordatori. / Parcs i Jardins | c 2002 | planxa de ferro i melamina                         | Parc de la Pegaso 41° 25′ 36″ N, 2° 11′ 23″ E / 41.426739°N,2.1898493°E                             | 08019/9719-3  | ENASA · Carregueu una nova foto d'aquesta obra                                                                                    |
| Aureli Maria Escarré i Jané                                                                                  | AURELI MARIA ESCARRÉ I JANÉ / (L'ARBOÇ 1908 - BARCELONA 1968) / PRIOR I ABAT DEL MONESTIR DE MONTSERRAT QUI DONÀ / UN IMPULS I CARÀCTER MOLT PERSONAL A LA RENOVACIÓ / DE LA COMUNITAT I DEL SANTUARI | c 1992 | acer esmaltat                                      | Pl. Abat Escarré 41° 25′ 49″ N, 2° 11′ 28″ E / 41.43025°N,2.19118°E                                 | 08019/9720-1  | Aureli Maria Escarré i Jané · Carregueu una nova foto d'aquesta obra                                                              |
| Montserrat Roca i Baltà                                                                                      | MONTSERRAT ROCA I BALTÀ / (CUBA 1892 - BARCELONA 1982) / MESTRA I DIRECTORA DE LES ESCOLES IGNASI IGLÈSIAS / I TERESA DE JESÚS, EN LES QUALS DEIXÀ LA SEVA / EMPREMPTA EN UNA DE LES ETAPES MÉS BRILLANTS I / SINGULARS DE L'ENSENYAMENT A CATALUNYA | c 1992 | acer esmaltat                                      | Pl. Montserrat Roca 41° 25′ 53″ N, 2° 11′ 36″ E / 41.43125°N,2.1934°E                               | 08019/9721-1  | Montserrat Roca i Baltà · Carregueu una nova foto d'aquesta obra                                                                  |
| Francesc Baliarda                                                                                            | Francesc Baliarda i Ribó / (Sant Andreu de Palomar, 1814-1850) / Teixidor. / Coronel de la Milícia Republicana / Pioner del Moviment Obrer Comissió de Festes de Sant Andreu de Palomar / Veïns i Veïnes del Carrer Baliarda | c 2000 | ceràmica                                           | C. Baliarda, 5 41° 26′ 12″ N, 2° 11′ 18″ E / 41.43654513°N,2.1884652972°E                           | 08019/9723-1  | Francesc Baliarda · Carregueu una nova foto d'aquesta obra                                                                        |